# حمله نظامی ترکیه به شمال شرقی سوریه (۲۰۱۹)
حمله نظامی ۲۰۱۹ ترکیه به شمال شرقی سوریه (به انگلیسی: Turkish offensive into north-eastern Syria) با نام رمز عملیات چشمه صلح (ترکی استانبولی: Barış Pınarı Harekâtı، عربی: عملية نبع السلام)، یک عملیات نظامی فرا مرزی بود که توسط ارتش ترکیه (TSK) و ارتش ملی سوریه (SNA) علیه نیروهای دموکراتیک سوریه (SDF) و سپس ارتش عربی سوریه (SAA) در شمال سوریه صورت گرفت.
در روز ۶ اکتبر ۲۰۱۹، دونالد ترامپ دستور داد تا نیروهای نظامی آمریکایی که در شمال شرقی سوریه حضور دارند از این منطقه خارج شوند، جایی که ایالات متحده از متحدان کرد خود پشتیبانی می‌کرد. عملیات نظامی در ۹ اکتبر ۲۰۱۹ با حمله هوایی نیروی هوایی ترکیه به شهرهای مرزی سوریه رسماً آغاز شد.
درگیری منجر به آوارگی بیش از ۳۰۰۰۰۰ نفر و کشته شدن بیش از ۷۰ غیرنظامی در سوریه و ۲۰ غیرنظامی در ترکیه شد.
نقض حقوق بشر نیز گزارش شده‌است. سازمان عفو بین‌الملل اظهار داشت این سازمان شواهدی از جنایات جنگی و سایر تخلفات صورت گرفته توسط نیروهای سوری تحت حمایت ترکیه و ترکیه جمع‌آوری کرده‌است که به گفته عفو بین‌الملل نشان دادن بی‌توجهی شرم آور نسبت به زندگی غیرنظامیان، انجام تخلفات جدی و جنایت جنگی، از جمله قتل‌های خودسرانه و حملات غیرقانونی که موجب کشته و زخمی شدن غیرنظامیان شده‌است از جمله این تخلفات هستند.
به گفته رئیس‌جمهور ترکیه رجب طیب اردوغان، این کشور به دنبال این است تا نیروهای دموکراتیک سوریه — که ترکیه آن را به‌خاطر روابطش با حزب کارگران کردستان (پ ک ک) یک گروه تروریستی می‌داند، در حالی که آمریکا و سایرین آن‌ها را یکی از متحدان غرب در مبارزه با داعش به حساب می‌آورد — را از مرز جنوبی ترکیه دور کرده و به‌علاوه آن «منطقه امنی» به عمق ۳۰ کیلومتر در خاک سوریه ایجاد کند تا ۳٫۶ میلیون پناهجوی سوری را در آن اسکان دهد.
از آنجایی که منطقه امن پیشنهادی ترکیه یک منطقه کردنشین است، بسیاری هدف واقعی ترکیه را چنین می‌پندارند که ترکیه به دنبال آن است تا بافت جمعیتی منطقه را تغییر دهد و به همین دلیل آن را مورد انتقاد قرار داده‌اند؛اما ترکیه در پاسخ به این انتقادات اظهار داشت که می‌خواهد بافت جمعیتی را که توسط نیروهای دموکراتیک سوریه تغییر داده شده‌است «درست کند.»
عملیات ترکیه با واکنش‌های متفاوتی از طرف جامعه جهانی روبرو شد. از جمله محکوم کردن و پشتیبانی از عملیات برای اسکان پناهندگان در شمال سوریه. در حالی که روسیه در ابتدا از عملیات ترکیه به عنوان «حق دفاع از خود» یاد کرد و آن را تصدیق نمود، در ۱۵ اکتبر موضع خود را در برابر این عملیات سخت کرد و اقدام به استقرار سربازان خود کرد. ده کشور اروپایی و کانادا تحریم تسلیحاتی علیه ترکیه وضع کردند، در حالی که ایالات متحده آمریکا در واکنش به حمله ترکیه به شمال شرقی سوریه تحریم‌هایی را علیه چندین مقام ارشد دولت ترکیه و چند وزارتخانه این کشور وضع کرد. به‌علاوه، خروج ناگهانی نیروهای آمریکایی به دستور ترامپ از سوریه توسط خبرنگاران به عنوان «خیانت جدی به کردها» و «ضربه فاجعه آمیز به اعتبار آمریکا به عنوان یک متحد و ایستادن واشینگتن در صحنه جهانی» مورد انتقاد قرار گرفت، یک روزنامه‌نگار گفت که «این یکی از بدترین بلایای سیاست خارجی ایالات متحده پس از جنگ عراق است». در ۱۹ نوامبر، بازرس کل وزارت دفاع گزارشی را منتشر کرد که نشان می‌دهد خروج آمریکا و متعاقب آن حمله ترکیه به شمال سوریه، به داعش اجازه داده‌است که قابلیت‌ها و منابع موجود در سوریه را مجدداً به دست‌آورد و توانایی خود در برنامه‌ریزی برای انجام حملات به خارج از کشور [سوریه] را تقویت کند.
دولت سوریه در ابتدا نیروهای کرد را به دلیل تهاجم ترکیه و جدایی طلبی آنها و عدم آشتی با دولت مقصر دانست و درعین حال حمله خارجی به خاک سوریه را نیز محکوم کرد. با این وجود چند روز بعد، نیروهای دموکراتیک سوریه با دولت سوریه به توافق رسید، که بر اساس آن به ارتش سوریه اجازه داده می‌شود تا در تلاش برای محافظت از شهرها در برابر حمله ترکیه، به شهرهای منبج و کوبانی که تحت کنترل نیروهای دموکراتیک سوریه هستند وارد شود. اندکی پس از آن خبرگزاری سانا، اعلام کرد که ارتش سوریه اعزام نیرو به شمال این کشور را طبق آنچه که به عنوان «مقابله با تجاوز ترکیه» گفته شده، آغاز کرده‌است. ترکیه و ارتش ملی سوریه در همان روز تهاجمی را برای تصرف شهر منبج آغاز کردند.
در ۱۷ اکتبر ۲۰۱۹، مایک پنس معاون رئیس‌جمهور آمریکا اعلام کرد که ایالات متحده و ترکیه توافق کرده‌اند که عملیات نظامی ترکیه به مدت ۵ روز متوقف شود تا نیروهای دموکراتیک سوریه بتوانند از منطقه امن پیشنهادی این کشور که در جنوب مرز ترکیه-سوریه قرار دارد خارج شوند. در ۲۲ اکتبر ۲۰۱۹، ولادیمیر پوتین، رئیس‌جمهور روسیه و رجب طیب اردوغان رئیس‌جمهور ترکیه به توافق رسیدند که آتش‌بس ۱۵۰ ساعت دیگر تمدید شود تا نیروهای دموکراتیک سوریه بتواند ۳۰ کیلومتر از منطقه مرزی و همچنین شهرهای تل رفعت و منبج خارج شود. از بندهای دیگر این توافق می‌توان به انجام گشت‌های مشترک توسط نیروهای روسیه و ترکیه تا عمق ۱۰ کیلومتری مرز سوریه به استثنای شهر قامشلی اشاره نمود. آتش‌بس جدید از ساعت ۱۲:۰۰ ظهر به وقت محلی در ۲۳ اکتبر آغاز شد.

## پیش‌زمینه

### انگیزه‌های ترکیه
| منطقه                                                                                               | شمال               | نیروهای ترکیه | غیرنظامی | مربوط به پ ک ک |
| --------------------------------------------------------------------------------------------------- | ------------------ | ------------- | -------- | -------------- |
| ماردین                                                                                              | سوریه              | ۷             | ۵        | ۲۵             |
| شانلی‌اورفه                                                                                          | سوریه              | ۱             | ۰        | ۲              |
| شرناق                                                                                               | سوریه ۳۰٪ عراق ۷۰٪ | ۲۶            | ۶        | ۱۱۹            |
| مشخص نیست افراد منتسب به پ.ک. ک وابسته به پ ک ک یا نیروهای دموکراتیک سوریه/یگان‌های مدافع خلق هستند. |                    |               |          |                |

ترکیه از زمان حضور نیروهای وابسته به پ.ک. ک در مرزهای جنوبی خود و از سال ۲۰۱۲ که اولین واحدهای ی.پ. گ ظاهر شد اظهار ناراحتی کرده‌است. پس از محاصره کوبانی در سال ۲۰۱۴ و گسترش نیروهای ی.پ. گ/ نیروهای دموکراتیک سوریه و خودمدیریتی دموکراتیک غرب کردستان، دولت اردوغان این نیرو را تهدیدی برای امنیت ملی ترکیه تلقی کرد. روند صلح ۲۰۱۵–۲۰۱۳ در ژوئیه ۲۰۱۵ فروپاشید و در نتیجه جنگی تمام عیار بین پ.ک. ک و نیروهای ترکیه درگرفت. مانند مناطق دیگر در جنوب شرقی ترکیه، مناطقی در شمال مرز با سوریه شاهد کشته‌های بی شماری مرتبط با پ.ک. ک بوده‌اند. براساس تجزیه و تحلیل آمار تلفات توسط گروه بین‌المللی بحران، بر اساس گفته‌های دولت ترکیه و نشریات ترکیه، در مناطق مرزی واقع در شمال مناطق تحت کنترل نیروهای دموکراتیک سوریه به تنهایی ۸ نیروی امنیتی ترکیه و ۵ غیرنظامی در خشونت‌های مربوط به پ.ک. ک کشته شدند که مربوط به سال‌های ۲۰۱۸ و ۲۰۱۹ و قبل از حمله بوده‌است. در منطقه شرناق، واقع در شمال سوریه و عراق، در همین مدت ۲۶ نیروی امنیتی و ۶ غیرنظامی جان باختند. گروه بحران مشخص نمی‌کند که افراد کشته شده «مربوط به پ.ک. ک» آیا واقعاً با یگان‌های مدافع خلق و نیروهای دموکراتیک سوریه پیوندی دارند و اینکه آیا این افراد جزو شاخه‌های پ.ک. ک در عراق و ترکیه هستند.
انگیزه‌های سیاسی احتمالی نیز مطرح شده‌است. افزایش نرخ بیکاری و همکاری احزاب مخالف دولت با یکدیگر در انتخابات شهرداری استانبول منجر به شکست قابل توجه حزب عدالت و توسعه در انتخابات شهرداری ۲۰۱۹ استانبول شد، که مشکلات رهبری حزب را نشان می‌دهد. همچنین از اهداف این عملیات نظامی می‌توان به تقویت حس ملی‌گرایی و جلب محبوبیت برای قوه مجریه ترکیه اشاره کرد. همچنین به عنوان روشی مؤثر برای جدا کردن ائتلاف‌های مخالف، بین نمایندگان طرفدار کرد و طرفدار صلح که به طور جدی توسط دولت به عنوان جنایتکار شناخته می‌شوند، و سایر احزاب مخالف که با دو راهی خیانت به اتحاد سیاسی غیررسمی و نشان دادن میهن‌پرستی مردمی مواجه‌اند در نظر گرفته شده‌است. علاوه بر این، یکی دیگر از محرک‌های عملیات ترکیه، سیاست داخلی ترکیه است که شامل ۳٫۶ میلیون پناهنده سوری مقیم ترکیه نیز می‌شود - بیشترین تعداد پناهنده به میزبانی هر کشوری - که منجر به افزایش نارضایتی عمومی و در نتیجه حمایت و فشار عمومی برای مداخله در سوریه شده‌است. افزایش احساسات منفی مردم ترکیه علیه پناهندگان سوری، به اردوغان و حزب عدالت و توسعه اجازه می‌دهد تا از بازگشت پناهندگان به سوریه به نفع خود استفاده کنند. این استراتژی سیاسی از سال ۲۰۱۵ باعث شده که حزب عدالت و توسعه ۵۰ درصد حمایت کردهای محافظه کار خود را از دست بدهد.

### زمینه‌های فوری
ترکیه و ایالات متحده پس از گذشت ماه‌ها از تهدیدهای ترکیه مبنی بر حمله یک جانبه به شمال سوریه، در اوت ۲۰۱۹ به توافق رسیدند. ایالات متحده نیروهای دموکراتیک سوریه را یکی از متحدان اصلی خود در مداخله نظامی علیه داعش در سوریه تلقی می‌کند، در حالی که ترکیه این گروه را گسترش یافته حزب کارگران کردستان می‌داند و آن را به عنوان یک گروه تروریستی تلقی می‌کند. در این توافقنامه منطقه حائلی در شمال سوریه ایجاد شد که هدف آن از بین بردن تنش‌ها با پرداختن به نگرانی‌های امنیتی ترکیه به وسیله نظارت و گشت‌های مشترک است، در حالی که هنوز هم به نیروهای دموکراتیک سوریه اجازه داده شد تا کنترل مناطقی را که در آن زمان تحت کنترل خود داشت همچنان حفظ کند. توافق‌نامه توسط ایالات متحده و نیروهای دموکراتیک سوریه مطلوب دانسته شد، اما ترکیه به‌طور کلی از آن ناراضی بود. نارضایتی‌های ترکیه منجر به کوشش‌های بی شمار ترکیه برای گسترش منطقه تحت پوشش منطقه حائل، تضمین کنترل ترکیه بر بخش‌هایی از آن یا جابجایی میلیون‌ها پناهنده به منطقه شد این تلاش‌ها در برابر مقاومت محکم نیروهای دموکراتیک سوریه و دوگانگی آمریکا ناکام ماند.
علیرغم شروع رسمی گشت‌های زمینی ایالات متحده و ترکیه و از بین رفتن استحکامات نیروهای دموکراتیک سوریه و خروج واحدهای یگان‌های مدافع خلق از بخش‌هایی از منطقه حائل، تنش همچنان رو به افزایش بود زیرا ترکیه خواسته‌های بیشتری را در مورد نیروهای دموکراتیک سوریه وضع کرد - که همه آنها توسط نیروهای دموکراتیک سوریه رد شد. زیرا آنها احساس کردند که با اجازه دادن به سربازان ترک برای شرکت در گشت‌های مشترک با همتایان آمریکایی خود در شمال سوریه، سازش سختی را پذیرفته‌اند. نارضایتی ترکیه از توافقنامه تبدیل به به خصومت آشکار شد، به طوری که رئیس‌جمهور ترکیه آشکارا علیه نیروهای دموکراتیک سوریه اولتیماتوم صادر کرد. اولتیماتوم توسط این گروه نادیده گرفته شد و ترکیه اعلام کرد «مهلتش» در اوایل اکتبر همان سال به پایان رسیده‌است.

## مقدمه

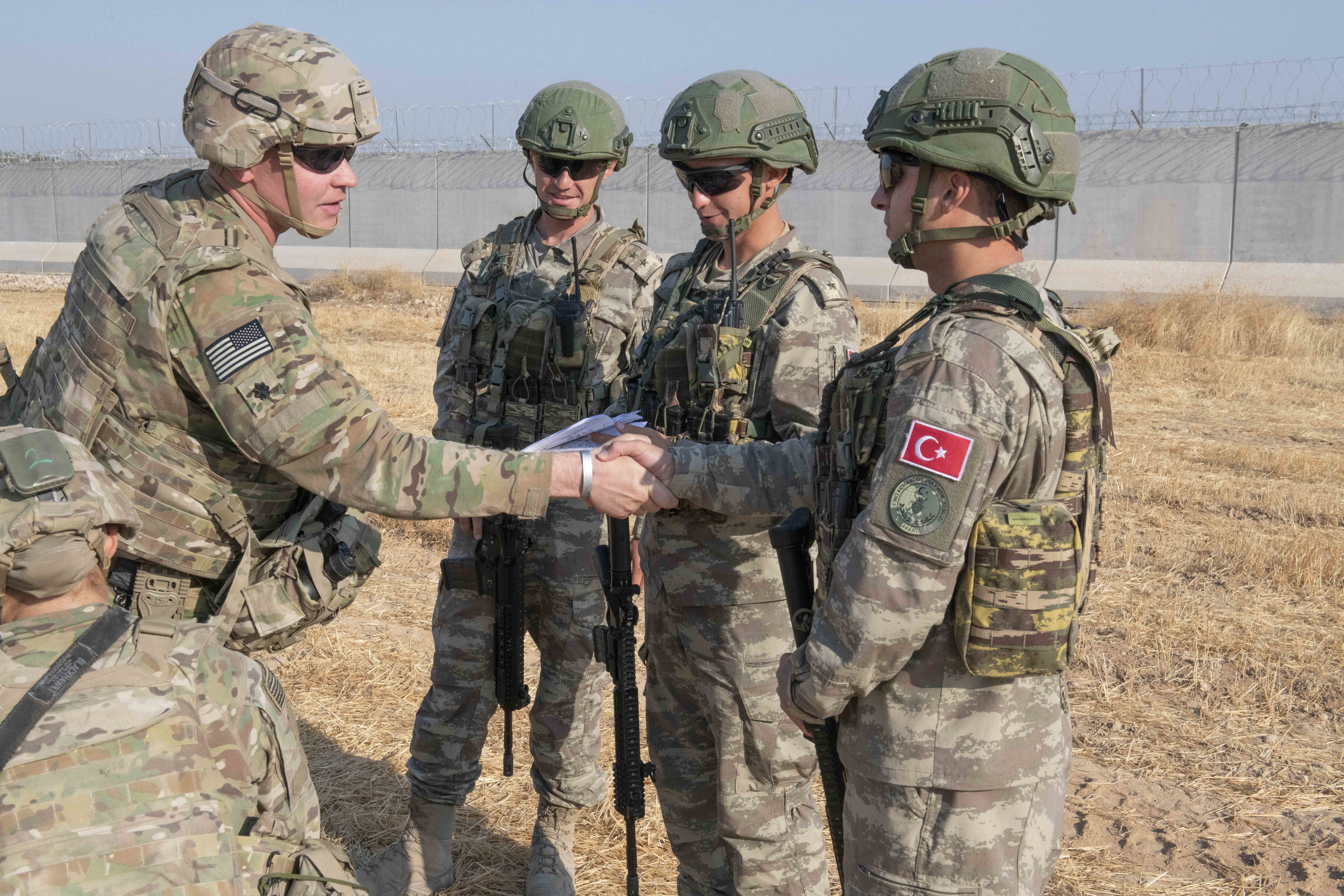
سربازان آمریکایی در تاریخ ۴ اکتبر ۲۰۱۹ به سربازان ترکیه برای گشت مشترک در شمال سوریه تبریک می‌گویند.

مقدمات اولیه این عملیات در ژوئیه ۲۰۱۹ آغاز شد و سپس مقدمات نهایی در ماه اکتبر و با عقب‌نشینی نیروهای آمریکایی از مواضع نزدیک مرز ترکیه آغاز شد، پس از آنکه رجب طیب اردوغان رئیس‌جمهور ترکیه در تماس تلفنی با دونالد ترامپ رئیس‌جمهور ایالات متحده خبر از برنامه‌ریزی این کشور برای انجام یک عملیات نظامی علیه مناطق تحت کنترل نیروهای دموکراتیک سوریه در شرق فرات داد. دولت ایالات متحده اعلام کرد که از حمله به رهبری ترکیه پشتیبانی نمی‌کند، کاخ سفید نیز در تاریخ ۶ اکتبر ۲۰۱۹ اعلام کرد که مداخله نمی‌کند، و تمام پرسنل آمریکایی حاضر در منطقه را به منظور جلوگیری از بن‌بست احتمالی بین ایالات متحده و ترکیه از سوریه خارج خواهد کرد. وزیر امور خارجه آمریکا، پومپئو، منکر این امر شد که ایالات متحده به نیروهای مسلح ترکیه برای حمله به نیروهای دموکراتیک سوریه چراغ سبز نشان داده‌است، در حالی که سخنگوی نیروهای دموکراتیک سوریه خروج آمریکا از شمال شرقی سوریه را خیانت به کردها توصیف کرد. طبق گزارش‌ها، آمریکا همچنین کمک‌ها به نیروهای دموکراتیک سوریه را برای عدم تسلیح آنها در برابر متحد ناتو قطع کرد.
در ۸ اکتبر سال ۲۰۱۹، ارتش ترکیه گزارش داد که یک کاروان تسلیحات اعزامی از عراق به مقصد سوریه جهت تحویل به نیروهای دموکراتیک سوریه را بمباران کرده‌است. با این حال نیروهای دموکراتیک سوریه این حمله را تلافی نکرد و از این حمله تلفاتی گزارش نشد. در همان روز نیروهای ویژه روسیه با عبور از رودخانه فرات یک گذرگاه بین مناطق در دست دولت سوریه و نیروهای دموکراتیک سوریه در استان دیرالزور، باز کردند. در حالی که نیروهای دموکراتیک سوریه اظهار داشت که ارتش سوریه در حال آماده‌سازی برای ورود به شهر منبج در شمال شرقی حلب است، دولت سوریه پاسخ داد که تجمع ارتش سوریه در نزدیکی منبج به منظور جلوگیری از ورود ارتش ترکیه به این شهر انجام می‌شود. در همان روز، نیروهای ترکیه راس العین را گلوله‌باران کردند و مسلسلها در مجاورت این شهر اقدام به شلیک کردند.
مایکل مالروی، معاون دفاعی آمریکا در حوزه خاورمیانه در شورای روابط خارجی گفت: ایالات متحده نمی‌تواند استراتژی خود را در سوریه بدون شرکایی مانند نیروهای عمدتاً کرد دموکراتیک سوریه، که بیشترین فشار را در از بین بردن خلافت دولت اسلامی (داعش) متحمل شده‌است، پیش ببرد. وی گفت که ایالات متحده نباید قبل از ثبات منطقه آنجا را ترک کند. مالروی گفت: و اگر این کار را نکنیم، مطمئناً دوباره به آنجا برخواهیم گشت. ما به مردم ساکن آنجا که مسئولیت سنگین و ناگواری را متحمل شده‌اند مدیون هستیم، ما به مردان و زنانی که پشت سر ما در وزارت امور خارجه و وزارت دفاع می‌آیند مدیون هستیم و ما آن را انجام نشده نمی‌گذاریم.

## روزشمار درگیری‌ها

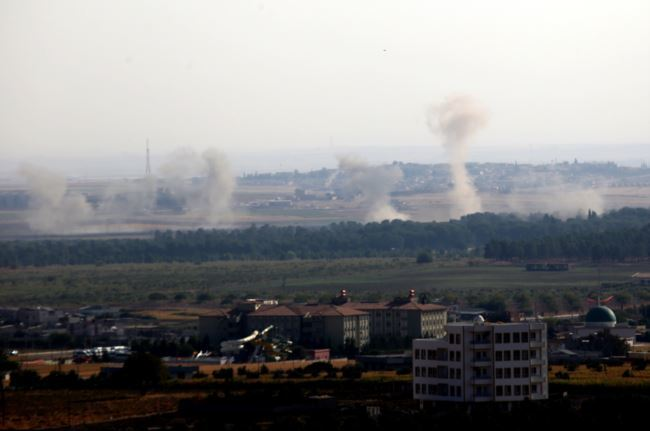
بمباران راس العین در ۱۰ اکتبر ۲۰۱۹

### ۹ اکتبر ۲۰۱۹
این عملیات با حمله هوایی جنگنده‌های ترکیه و بمباران شهرهای تحت کنترل نیروهای دموکراتیک سوریه شامل تل ابیض، راس العین توسط هویتزرهای ترکیه رسماً در تاریخ ۹ اکتبر ۲۰۱۹، آغاز شد، جایی که گفته می‌شود هزاران نفر از شهرهای عین عیسی و قامشلی فرار کرده‌اند. شروع حمله به صورت نمادین بود، زیرا بیست و یکمین سالگرد اخراج رهبر پ.ک. ک، عبدالله اوجالان از سوریه در سال ۱۹۹۸ توسط دولت حافظ اسد بود.
سخنگوی نیروهای دموکراتیک سوریه ادعا کرد که ترکیه غیرنظامیان را هدف حملات خود قرار داده. در پاسخ به حمله ترکیه، یگان‌های مدافع خلق شش موشک به شهر نصیبین و دو موشک به شهر جیلان‌پینار شلیک کرد.
نیروهای دموکراتیک سوریه، در واکنش به عملیات ترکیه اعلام کرد عملیات ضد داعش را متوقف می‌کند و از ایالات متحده درخواست کرد تا منطقه پرواز ممنوع در شمال سوریه ایجاد کند.
در طول روز، تحت فشار کنگره و افکار عمومی، ترامپ نامه‌ای را به اردوغان ارسال کرد که پیشنهاد انجام توافق را می‌داد، او گفته بود در غیر این صورت اقتصاد ترکیه را نابود خواهد کرد. طبق گزارش‌ها نامه باعث دلخوری اردوغان شده و آن را در سطل آشغال انداخته‌است. کاخ سفید نامه را در ۱۶ اکتبر در مطبوعات منتشر کرد که با تمسخر گسترده‌ای روبرو شد.

#### تهاجم زمینی
در پایان روز، ارتش ترکیه اعلام کرد که مرحله زمینی این عملیات از سه نقطه از جمله تل ابیض آغاز شده‌است.

### ۱۰ اکتبر ۲۰۱۹

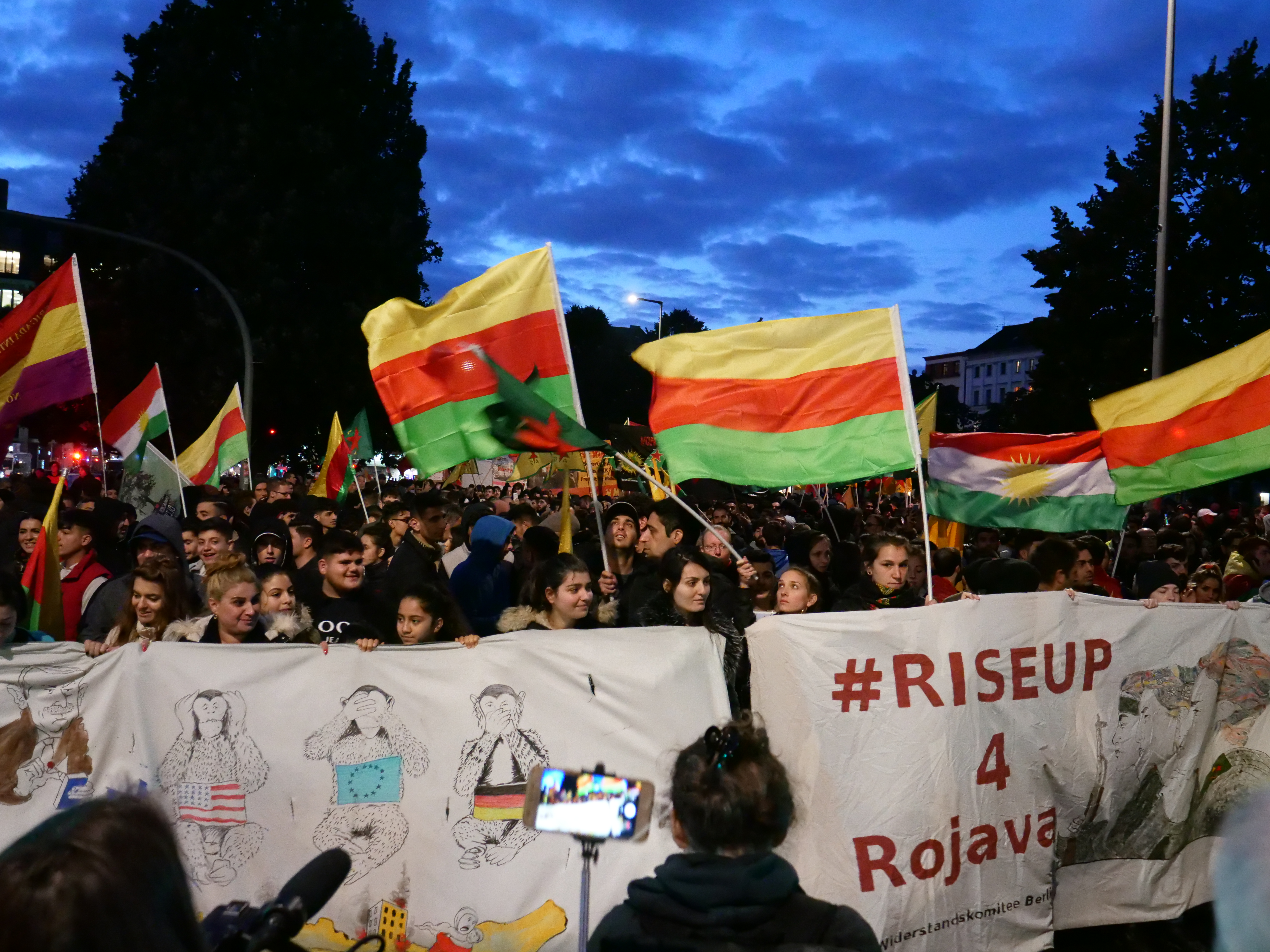
تظاهرات ضد عملیات نظامی ترکیه در ۱۰ اکتبر ۲۰۱۹

قبل از طلوع آفتاب صبح ۱۰ اکتبر ۲۰۱۹، ارتش ترکیه رسماً حمله زمینی علیه نیروهای دموکراتیک سوریه را آغاز کرد. ترکیه اعلام کرد که به ۱۸۱ هدف در شمال سوریه حمله کرده‌است و ۱۴٬۰۰۰ شورشی تحت حمایت ترکیه، از جمله گروه‌های شورشی احرار الشرقیه، لشکر سلطان مراد، و لشکر حمزه، نیز در حمله به رهبری ترکیه شرکت می‌کنند. براساس یک مقاله تحقیقاتی که در ماه اکتبر از طرف اندیشکده طرفدار دولت ترکیه ستا (SETA) منتشر شد: «از ۲۸ گروهی که در ارتش ملی سوریه قرار دارند، ۲۱ مورد توسط ایالات متحده حمایت می‌شدند. سه گروه از آنها در برنامه پنتاگون برای مبارزه با داعش قرار داشته‌اند و ۱۸ مورد دیگر توسط سازمان سیا و در چهارچوب اتاق عملیات MOM مورد حمایت قرار گرفته‌اند؛ همان اتاق عملیات «دوستان سوریه» که برای حمایت از اپوزیسیون مسلح سوریه تشکیل شده بود. ۱۴ گروه از ۲۸ گروه، موشک‌های هدایت‌شونده ضدتانک تاو را از آمریکا دریافت کرده‌اند». نیروهای دموکراتیک سوریه گفت که آنها پیشروی ترکیه به سمت تل ابیض را متوقف کرده‌اند. در اواخر روز گفته شد که درگیری بین نیروهای دموکراتیک سوریه و شورشیان تحت حمایت ترکیه در نزدیکی الباب رخ داده‌است. شورشیان تحت حمایت ترکیه در اطراف منطقه تل ابیض دست به پیشروی زدند و روستاهای طباطین و المشریفه را تصرف کردند. تا شب نیروهای مسلح ترکیه کنترل ۱۱ روستا را به دست گرفتند. در حالی که درگیری‌ها در نزدیکی تل ابیض ادامه داشت، ارتش ملی سوریه اعلام کرد که روستاهای میشیفا، الحوی، برزان، حاج علی و مزرعه‌ای را در شرق شهر تل ابیض تصرف کرده‌است. در همان روز نیروهای دموکراتیک سوریه ادعا کرد که نیروی هوایی ترکیه به یک زندان که در آن جنگجویان داعش را زندانی کرده بودند، حمله کرده‌است. رسانه‌های ترکیه در اواخر عصر گزارش دادند که ۱۷۴ جنگجوی نیروهای دموکراتیک سوریه کشته، زخمی یا اسیر شده‌اند.
رجب طیب اردوغان، رئیس‌جمهور ترکیه در آن روز ادعا کرد که در این عملیات ۱۰۹ تن از جنگجویان نیروهای دموکراتیک سوریه کشته شده و همچنین تعداد نامشخصی از نیروهای آنها زخمی و اسیر شده‌اند. رئیس‌جمهور ترکیه در حالی‌که در نشست نمایندگان حزب عدالت و توسعه سخنرانی می‌کرد تهدید کرد که اگر کشورهای اروپایی همچنان عملیات نظامی ترکیه را اشغالگری توصیف کنند، ۳٫۶ میلیون پناهنده سوری را روانه اروپا خواهد کرد.
به دنبال بمباران مناطق شمال سوریه توسط ترکیه، ۷۰ هزار نفر آواره شدند.
براساس اعلام وزارت دفاع ملی ترکیه، یک سرباز ترک توسط یگان‌های مدافع خلق کشته شد.

### ۱۱ اکتبر ۲۰۱۹
دو روزنامه‌نگار در نصیبین زخمی شدند، زمانی که روزنامه نگاران در یکی از ساختمان‌های این شهر در حال فیلمبرداری بودند توسط سلاح‌های دوربرد از قامشلی که در آن سوی مرز قرار داشت مورد هدف گلوله قرار گرفتند. به گفته منابع ترکیه، این حادثه به صورت مستقیم از کانال‌های تلویزیونی ترکیه پخش شد. سه غیرنظامی در سوروچ در اثر گلوله‌باران نیروهای دموکراتیک سوریه کشته شدند. ترکیه در واکنش به این حمله، مواضع ی پ گ را در کوبانی، گلوله‌باران کرد. به گفته منابع ترکیه‌ای، ۸ غیرنظامی دیگر بعداً در همان روز در نصیبین کشته شدند و ۳۵ نفر بر اثر حمله خمپاره‌ای نیروهای دموکراتیک سوریه زخمی شدند و تعداد کل غیرنظامیان ترک کشته شده توسط نیروهای دمکراتیک سوریه به ۱۸ نفر افزایش یافت.
طبق گفته دیدبان حقوق بشر سوریه ۷ غیرنظامی در سوریه توسط نیروهای ترکیه در منطقه تل ابیض کشته شدند که سه نفر از آن‌ها به وسیله تک تیراندازان ترکیه کشته شده بودند.
در همین روز و طبق اعلام وزارت دفاع ملی ترکیه از زمان آغاز عملیات نظامی ترکیه، در مجموع ۳۹۹ جنگجوی نیروهای سوریه دموکراتیک کشته، اسیر یا زخمی شده‌اند.
ارتش ملی سوریه اعلام کرد که روستای حلوا در جنوب شرقی تل ابیض را تصرف کرده‌است. در اواخر این روز نیروهای مسلح ترکیه و ارتش ملی سوریه از تصرف تل حلاف خبر دادند و ویدئویی را از داخل این شهر منتشر کردند.
در شهر قامشلی، بر اثر انفجار یک خودروی بمب‌گذاری شده که توسط یک فرد وابسته به داعش انجام شد ۵ نفر کشته شدند. نیروهای دموکراتیک سوریه ادعا کرد بر اثر حمله توپخانه‌ای ترکیه به نزدیکی یک زندان، پنج عضو داعش که پیش از این در بازداشت نیروهای دموکراتیک سوریه بوده‌اند، از زندان فرار کرده‌اند.
در شهر کوبانی گزارش شد که یک پایگاه نظامی متعلق به نیروهای ویژه آمریکایی، مورد حمله توپخانه ترکیه قرار گرفته‌است. سربازان ایالات متحده حمله را تلافی نکردند، اما پس از پایان گلوله‌باران عقب‌نشینی کردند. ترکیه با تکذیب اینکه پایگاه ایالات متحده را هدف قرار داده‌است، ادعا کرد که به مواضع نیروهای دموکراتیک سوریه شلیک کرده‌است. پنتاگون ابراز نگرانی کرد که ارتش ترکیه عمداً نیروهای «آمریکایی» مستقر در کوبانی را با توپخانه هدف قرار داده‌است. به گفته وزیر دفاع ترکیه، حمله خمپاره ای که توسط نیروهای دموکراتیک سوریه در اوایل روز انجام و شهر سوروچ را هدف قرار داده بود، عمداً از ۱۰۰۰ متری پایگاه آمریکا در کوبانی صورت گرفته تا از تلافی ترکیه جلوگیری کند و حمله توپخانه ای ترکیه در پاسخ به این حمله خمپاره‌ای بوده‌است.
به گزارش بی‌بی‌سی ۱۰۰٬۰۰۰ نفر از خانه‌های خود در شمال سوریه گریخته‌اند. هلال احمر روژاوا (هیوا سر) گفت که آنها تا به امروز کشته شدن ۱۱غیرنظامی را تأیید کرده‌اند. ارتش ترکیه کشته شدن یک سرباز خود را تأیید کرد و گفت که سه سرباز دیگر زخمی شده‌اند.

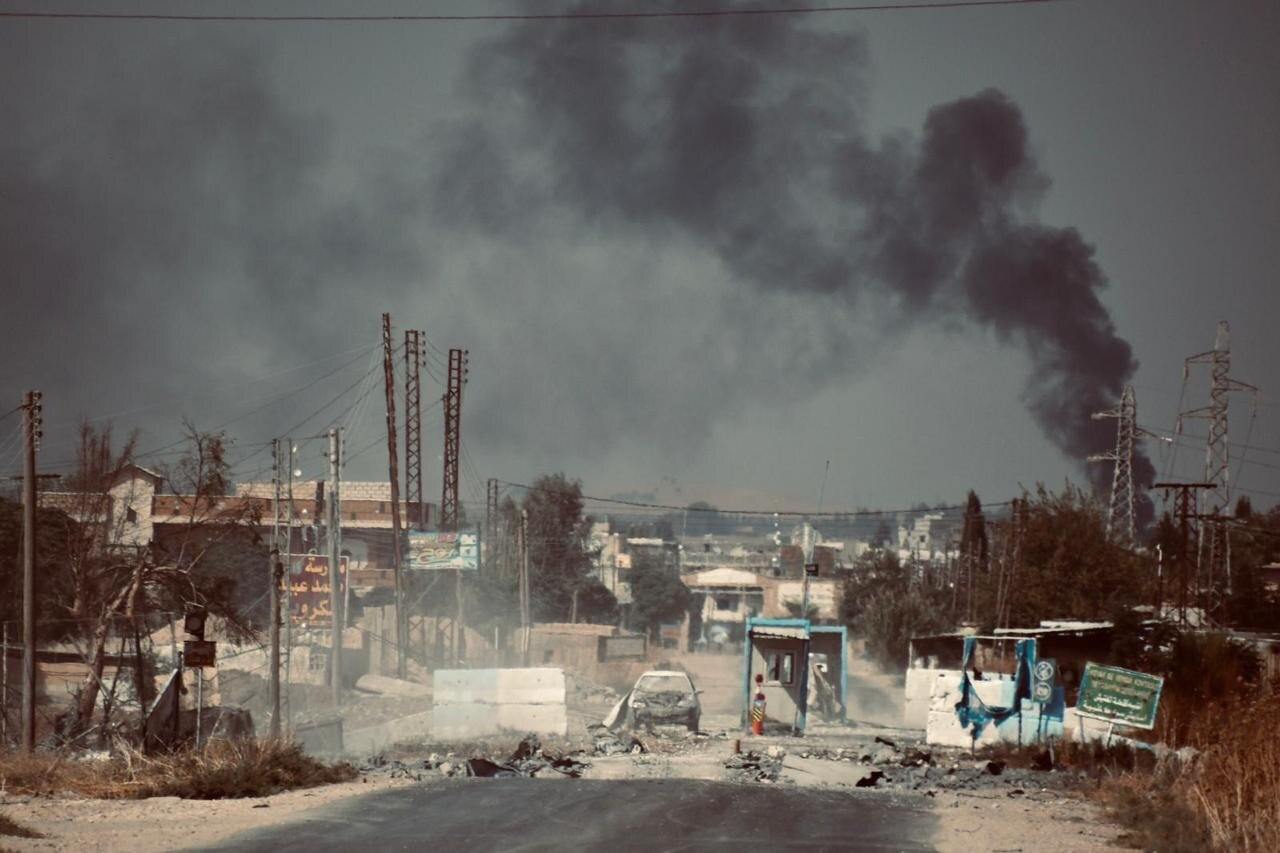
یک پست بازرسی رهاشده متعلق به نیروهای دموکراتیک سوریه در خارج از شهر راس العین، ۱۱ اکتبر

وزارت دفاع ترکیه اعلام کرد که سه سرباز آنها نیز توسط یگان‌های مدافع خلق کشته شده‌اند که دو تن از آنها در حمله خمپاره‌ای که به یک پایگاه نظامی ترکیه واقع در مناطق تصرف شده از دست نیروهای دموکراتیک سوریه، صورت گرفته کشته شده‌اند. با کشته شدن این سربازان مجموع کشته‌های ترکیه به چهار تن رسید. دیدبان حقوق بشر سوریه گزارش داد که تعداد واقعی سربازان ترک کشته شده از زمان شروع این عملیات تاکنون شش نفر بوده‌است. در اواخر روز، دیدبان حقوق بشر سوریه گزارش داد که در درگیری مرزبانان ترکیه با نیروهای دموکراتیک سوریه در کوبانی دست کم ۱۲ مرزبان ترکیه کشته یا زخمی شده‌اند.

### ۱۲ اکتبر ۲۰۱۹
نیروهای مسلح ترکیه و ارتش ملی سوریه اعلام کردند که به بزرگراه M4، در ۳۲ کیلومتری (۲۰ مایل) عمق خاک سوریه وارد شده‌اند و به طور مؤثری خطوط تدارکاتی بین منبج و قامشلی را قطع کرده‌اند. ارتش ملی سوریه اعلام کرد که آنها ۱۸ روستای نزدیک بزرگراه M4، در شرق رقه را تصرف کرده‌اند.
سلیمان سویلو، وزیر کشور ترکیه اعلام کرد که از زمان آغاز این عملیات، نزدیک به ۳۰۰ گلوله خمپاره توسط نیروهای دموکراتیک سوریه به استان ماردین شلیک شده‌است.
حوالی ساعت ۱۲:۰۰ (UTC + ۰۳: ۰۰)، نیروهای ترکیه و ارتش ملی سوریه خبر از تصرف راس العین دادند، ولی نیروهای دموکراتیک سوریه این خبر را تکذیب کرد.
اعضای گروه اسلام‌گرای احرار الشرقیه که تحت حمایت ترکیه هستند، هورین خلف دبیرکل حزب آینده سوریه را اعدام کردند. ۹ غیرنظامی، از جمله خلف، توسط جنگجویان احرار الشرقیه در یک راه‌بند جاده‌ای در بزرگراه M4 در جنوب تل ابیض اعدام شدند. منبع خبری ترکیه ینی شفق گزارش داد که خلف در «عملیاتی موفقیت‌آمیز» علیه یک سیاستمدار وابسته به یک سازمان «تروریستی» خنثی شد.خبر اعدام وی در رسانه‌های غربی، براساس قوانین بین‌المللی جنایت جنگی توصیف شد.سخنگوی احرار الشرقیه اعلام کرد که خلف به دلیل «جاسوسی برای آمریکا» اعدام شده‌است.

### ۱۳ اکتبر ۲۰۱۹

نبرد تل ابیض ۱۳–۹ اکتبر

پیشروی ارتش ملی سوریه در منطقه تل ابیض

در اوایل صبح نیروهای مسلح ترکیه و ارتش ملی سوریه از تصرف شهر سلوک واقع در منطقه تل ابیض خبر دادند. دیدبان حقوق بشر سوریه تأیید کرد که نیروهای ترکیه و ارتش ملی سوریه کنترل کامل سلوک را در دست گرفته‌اند، و درگیری‌ها به نزدیکی عین عیسی رسیده‌است. دیدبان حقوق بشر سوریه گزارش داد که جناح‌های سوری طرفدار ترکیه یک آمبولانس را در نزدیکی منطقه تل ابیض هدف قرار دادند و نظر به این که تماس با خدمه آمبولانس قطع شده از سرنوشت آنان اطلاعی در دست نیست.
دیدبان حقوق بشر سوریه همچنین گزارش داد که نیروهای دمکراتیک سوریه توانست تقریباً کنترل تمام شهر مورد مناقشه راس العین را پس از یک ضدحمله به دست‌آورد.

#### تل ابیض تصرف شد و بزرگراه M4 توسط ترکیه و ارتش ملی سوریه قطع شد
نیروهای مسلح ترکیه و ارتش ملی سوریه در بعد از ظهر اعلام کردند که مرکز تل ابیض را تصرف کرده‌اند. براساس گزارش دیدبان حقوق بشر سوریه، نیروهای مسلح ترکیه و ارتش ملی سوریه اواخر بعد از ظهر کنترل کامل تل ابیض را در دست گرفتند. طبق گفته دیدبان حقوق بشر سوریه نیروهای مسلح ترکیه و ارتش ملی سوریه بزرگراه M4 را قطع کردند. منابع ترکیه‌ای گزارش دادند که بر اثر گلوله‌باران جرابلس توسط نیروهای دمکراتیک سوریه، ۲ غیرنظامی سوری کشته شده‌اند.
با توجه به پیشروی نیروهای طرفدار ترکیه در عین عیسی، نیروهای دموکراتیک سوریه ادعا کرد که ۷۸۵ نفر از افراد مرتبط با داعش از یک زندان واقع در این منطقه فرار کرده‌اند. نیروهای دموکراتیک سوریه همچنین ادعا کرد که این زندانیان هنگام حمله نیروهای طرفدار ترکیه و حملات هوایی ترکیه از زندان فرار کرده‌اند. در مقابل، ترکیه اظهار داشت که نیروهای دمکراتیک سوریه قبل از ورود نیروهای ترکیه به تل ابیض زندانیان داعش را از زندان این شهر فراری داده‌اند. اظهارات ترکیه توسط دونالد ترامپ مورد پشتیبانی قرار گرفت، اما با مخالفت مقامات ارشد آمریکا مواجه شد آنان اظهار داشتند که نیروهای ارتش آزاد سوریه (تحت حمایت ترکیه) کسانی هستند که زندانیان داعش را آزاد کرده‌اند.
وزیر دفاع آمریکا مارک اسپر اعلام کرد آمریکا قصد دارد همه ۱۰۰۰ سرباز باقی مانده خود را از شمال سوریه خارج کند. طبق گزارش‌های دیدبان حقوق بشر سوریه و واشینگتن پست، ایالات متحده نیروهای دمکراتیک سوریه را از قصد خود برای خروج از پایگاه‌های نظامی‌اش که در منبج و کوبانی قرار دارند آگاه کرده‌است. نیروهای آمریکایی قبلاً از عین عیسی خارج شده بودند.

#### توافق حکومت سوریه – نیروهای دموکراتیک سوریه
اندکی پس از تصرف تل ابیض توسط ترکیه و ارتش ملی سوریه، توافقی بین دولت سوریه و نیروهای دمکراتیک سوریه حاصل شد که به موجب آن به ارتش سوریه اجازه ورود به شهرهای کوبانی و منبج به منظور جلوگیری از حمله احتمالی ترکیه به آن مناطق داده شده‌است.
یاسین اکتای، مشاور رئیس‌جمهور ترکیه گفت در صورتی که دولت سوریه سعی کند وارد شمال شرقی سوریه شود، امکان درگیری بین دو ارتش وجود دارد.
فرمانده کل نیروهای دمکراتیک سوریه، مظلوم عبدی گفت که وی به خاطر نجات جمعیت کرد در شمال سوریه از آنچه او آن را نسل‌کشی خوانده‌است، حاضر است با دولت سوریه متحد شود.

### ۱۴ اکتبر ۲۰۱۹
بنا بر گزارش‌ها، نیروهای روسیه و سوریه در خط مقدم بین مناطقی که به ترتیب تحت کنترل شورای نظامی منبج وابسته به نیروهای دموکراتیک سوریه و نیروهای سپر فرات وابسته به ترکیه قرار داشتند مستقر شده‌اند و قرار است اعزام‌های بعدی در مرز سوریه و ترکیه انجام شود. علاوه بر این، دیدبان حقوق بشر سوریه گزارش داد که نیروهای آمریکایی حاضر در منطقه در تلاش بودند که مانع استقرار نیروهای روسیه و سوریه در این منطقه شوند. دیدبان حقوق بشر سوریه گزارش داد که درگیری‌های خشونت‌آمیز در رأس العین و حومه آن در نوار مرزی همچنان ادامه دارد، جایی که نیروهای ترکیه در تلاش بودند تا شهر را به طور کامل محاصره کنند و جاده بین راس العین و تل تمر را قطع کنند، ارتش ترکیه تحت پوشش آتش توپخانه و حملات هوایی در نظر دارد تا کنترل شهر را در ۱۵ اکتبر در دست بگیرد. بنا بر گزارش‌ها، حملات هوایی و زمینی ارتش ترکیه به شهر مرزی الدرباسیه باعث هدف قرار گرفتن منازل غیرنظامیان شده و طبق گزارش دیدبان حقوق بشر سوریه این حملات منجر به مجروح شدن ۴ نفر از پرسنل پزشکی شد.
رجب طیب اردوغان رئیس‌جمهور ترکیه در یک کنفرانس مطبوعاتی گفت هم‌اکنون با توجه به رویکرد مثبت روسیه، مشکلی در کوبانی (عین العرب) به وجود نخواهد آمد. در مورد منبج تصمیمی که اتخاذ کرده‌ایم را اجرا می‌کنیم. به گفته منابع ترک نیروهای مسلح ترکیه شب گذشته تعداد زیادی سرباز به خط مقدم منبج اعزام کرد. حلوصی آکار وزیر دفاع ترکیه اظهار داشت که تل ابیض و راس العین واقع در شمال سوریه تحت کنترل درآمده‌اند و تلاش‌ها برای کنترل مناطق دیگر ادامه دارد. بنا بر گزارش‌ها، ارتش سوریه به شهر الثوره و همچنین عین عیسی، تل تمر وارد و در فاصله ۶ کیلومتری از مرز سوریه و ترکیه مستقر شده‌است. دیدبان حقوق بشر سوریه گزارش داد که نیروهای ارتش سوریه در مقر تیپ ۹۳ ارتش در عین عیسی مستقر شده‌اند و همچنین کنترل الجرنیه در شرق فرات را نیز در دست گرفته‌اند. ارتش سوریه همچنین از کنترل خود بر سد الطبقه خبر داد. بنا بر گزارش‌ها، پرچم سوریه برای نخستین بار پس از سال‌ها در چندین شهر و روستا در استان الحسکه، مانند شهر یعربیه، برافراشته شد. بنا بر گزارش‌ها، شورای نظامی جرابلس وابسته به نیروهای دموکراتیک سوریه همزمان با ترور اعضای جناح وفادار به ترکیه در جنوب اعزاز با یک موشک هدایت شونده یک وسیله نقلیه را در جنوب جرابلس هدف قرار داد که در نتیجه ۲ نفر کشته شدند.
نیروهای مسلح ترکیه و ارتش ملی سوریه در اواخر بعد از ظهر عملیاتی را برای تصرف منبج آغاز کردند. به گفته منابع ترک، نیروهای مسلح ترکیه و ارتش ملی سوریه ۳ روستا در حومه منبج را تصرف کردند. در همین زمان، رسانه‌های دولتی سوریه اظهار داشت که ارتش سوریه شروع به وارد شدن به این شهر کرده‌است.

#### اعلام خبر خروج کامل نیروهای آمریکایی از شمال سوریه
در اواخر روز رئیس‌جمهور آمریکا دونالد ترامپ اعلام کرد که تمام پرسنل آمریکایی به جز افراد حاضر در پایگاه التنف از سوریه خارج خواهند شد.

### ۱۵ اکتبر ۲۰۱۹

پیشروی ارتش ملی سوریه در منطقه منبج

دیدبان حقوق بشر سوریه خبر از ضد حمله نیروهای دموکراتیک سوریه در پیرامون و حومه غربی شهر راس العین داد که نتیجه آن برای نیروهای دموکراتیک سوریه موفقیت‌آمیز بوده‌است و موجب دستیابی به پیشرفت در منطقه برای آنها شده‌است. در نتیجه این ضد حمله نیروهای دموکراتیک سوریه موفق به باز پس‌گیری ۳ منطقه که قبلاً از دست داده بود شد.
بر اساس گزارش منابع ترکیه دو غیرنظامی در نتیجه حملات خمپاره ای نیروهای دموکراتیک سوریه به قزل‌تپه کشته و ۱۲ نفر نیز زخمی شدند.
اردوغان، رئیس‌جمهور ترکیه، در سخنرانی که در شورای همکاری کشورهای ترک‌زبان در باکو انجام داد اظهار داشت: «ما اکنون ایجاد منطقه امنی به طول ۴۴۴ کیلومتر از غرب تا شرق و عمق ۳۲ کیلومتر از شمال تا جنوب را اعلام می‌کنیم که پناهجویانی که در کشورما هستند به آنجا بازخواهند گشت». اردوغان همچنین گفت که از زمان آغاز عملیات، در مجموع ۱۰۰۰ کیلومتر مربع (۳۹۰ مایل مربع) توسط ترکیه و ارتش ملی سوریه تصرف شده‌است. اردوغان همچنین گفت که یک سرباز ترکیه در منبج بر اثر آتش توپخانه ارتش سوریه کشته شد و در پاسخ حمله تلافی جویانه شدیدی ترتیب داده شد که باعث شد رژیم [سوریه] بهای سنگینی بپردازد.
طبق گفته دیدبان حقوق بشر سوریه، نیروهای ارتش سوریه شروع به وارد شدن به شهر منبج کردند. مطابق گفته دیدبان حقوق بشر سوریه، نیروهای آمریکایی مانع ورود کاروان ارتش سوریه به کوبانی شدند، که منجر به بازگشت کاروان به منبج شد. همچنین مطابق گفته رسانه‌های دولت سوریه، نیروهای ارتش سوریه وارد الثوره شدند. در واکنش به این اقدام، رجب طیب اردوغان گفت «حکومت [سوریه] وارد منبج شده‌است. برای من این موضوع خیلی هم منفی نیست. چرا؟ چون در نهایت این کشور آنهاست. آنچه برای من مهم است این موضوع است که گروه تروریستی باقی نماند».

### ۱۶ اکتبر ۲۰۱۹
بنا بر گزارش‌ها، روستاهای اطراف بزرگراه M4 در منطقه الجزیره در سپیده دم توسط ارتش ترکیه گلوله‌باران شدند. گلوله‌باران و درگیری‌ها باعث قطع برق و کمبود آب در شهر حسکه شد، آب پس از ۵ روز قطع شدن دوباره وصل شد. به گفته دیدبان حقوق بشر سوریه، درگیری‌ها بین نیروهای ترک-ارتش ملی سوریه و نیروهای دموکراتیک سوریه در غرب عین عیسی ادامه یافت، نیروهای دموکراتیک سوریه برای انجام ضد حمله تلاش کرد و موفق به باز پس‌گیری ۲ موقعیت شد. براساس گزارش دیدبان حقوق بشر سوریه، در درگیری بین خانواده‌های اعضای داعش و آوارگان غیرنظامی در اردوگاه پناهندگان عین عیسی که در کنترل نیروهای دموکراتیک سوریه بود ۲ تن کشته شدند. دیدبان حقوق بشر سوریه خبر از انجام حملات هوایی سنگین و گلوله‌باران راس العین توسط ترکیه داد. همزمان با این حملات ترکیه، درگیری‌های شدید بر روی زمین گزارش شد. دیدبان حقوق بشر سوریه در ادامه گزارش داد که نیروهای ترکیه به همراه متحدانش دست به حمله گسترده‌ای زده‌اند و موفق به پیشروی در بخش‌هایی از شهر راس العین شدند. رئیس‌جمهور ترکیه، اردوغان اعلام کرد که ترکیه از زمان آغاز عملیات، بیش از ۱۲۰۰ کیلومتر مربع از خاک سوریه را تحت کنترل خود درآورده است.

### نیروهای آمریکایی از سوریه خارج و مرکز فرماندهی خود در سوریه را از بین می‌بردند
به گزارش دیدبان حقوق بشر سوریه، نیروهای آمریکایی پس از عقب‌نشینی از پایگاه هوایی خود در نزدیکی خراب عشک در جنوب کوبانی، در صبح چهارشنبه آن را به وسیله هواپیما بمباران و از بین بردند. این پایگاه هوایی بزرگترین پایگاه آمریکایی در سوریه بود که توانایی فرود هواپیماهای سنگینی همچون لاکهید سی-۱۳۰ هرکولس و سی-۱۷ گلوبمستر ۳ را در خود داشت. سخنگوی نیروهای عملیات راهکار ذاتی سرهنگ مایلز کاگینز در توئیتی گفت نیروهای ائتلاف خروج برنامه‌ریزی شده خود را از شمال شرقی سوریه ادامه می‌دهند. در ۱۶ اکتبر، کارخانه سیمان لافارج، رقه و الطبقه را تخلیه کردیم. سخنگوی عملیات راهکار ذاتی انهدام پایگاه را بعداً در همان روز تأیید کرد و گفت:در تاریخ ۱۶ اکتبر، پس از عزیمت کلیه نیروهای ائتلاف و تجهیزات ضروری تاکتیکی، دو فروند اف-۱۵ئی اس ائتلاف با موفقیت یک حمله هوایی دقیق از پیش برنامه‌ریزی شده به کارخانه سیمان لافارج برای از بین بردن مهمات و کاهش سودمندی نظامی تأسیسات آن انجام دادند.
به گزارش دیدبان حقوق بشر سوریه نیروهای روسیه در روز ۱۶ اکتبر از منبج به سمت کوبانی حرکت کرده و پس از عبور از پل «قره‌قوزاق» در بعد از ظهر این روز در نزدیکی شهر کوبانی در شرق فرات مستقر شدند. دیدبان حقوق بشر سوریه خبر از استقرار کامل نیروهای مسلح سوریه در عین عیسی، واقع در شمال رقه داد. بنا بر گزارش‌ها، ارتش سوریه در شب وارد شهر کوبانی شد. ورود ارتش سوریه به کوبانی باعث پیشروی ناگهانی نیروهای نیابتی تحت حمایت ترکیه به سمت این شهر مرزی در دست کردها شد.

### ۱۷ اکتبر ۲۰۱۹
طبق گفته دیدبان حقوق بشر سوریه نیروهای ترکیه و ارتش ملی سوریه پس از کامل کردن محاصره و تصرف اطراف شهر راس العین و قطع جاده‌های منتهی به آن در میان درگیری‌های سنگین، نیمی از راس العین را تصرف کردند.
سلیمان سویلو، وزیر کشور ترکیه اظهار داشت: بیش از ۹۸۰ گلوله خمپاره و راکت توسط نیروهای دموکراتیک سوریه از زمان آغاز این عملیات به ترکیه شلیک شده که باعث کشته شدن ۲۰ غیرنظامی شده‌است.

#### آتش‌بس ۱۲۰ ساعته

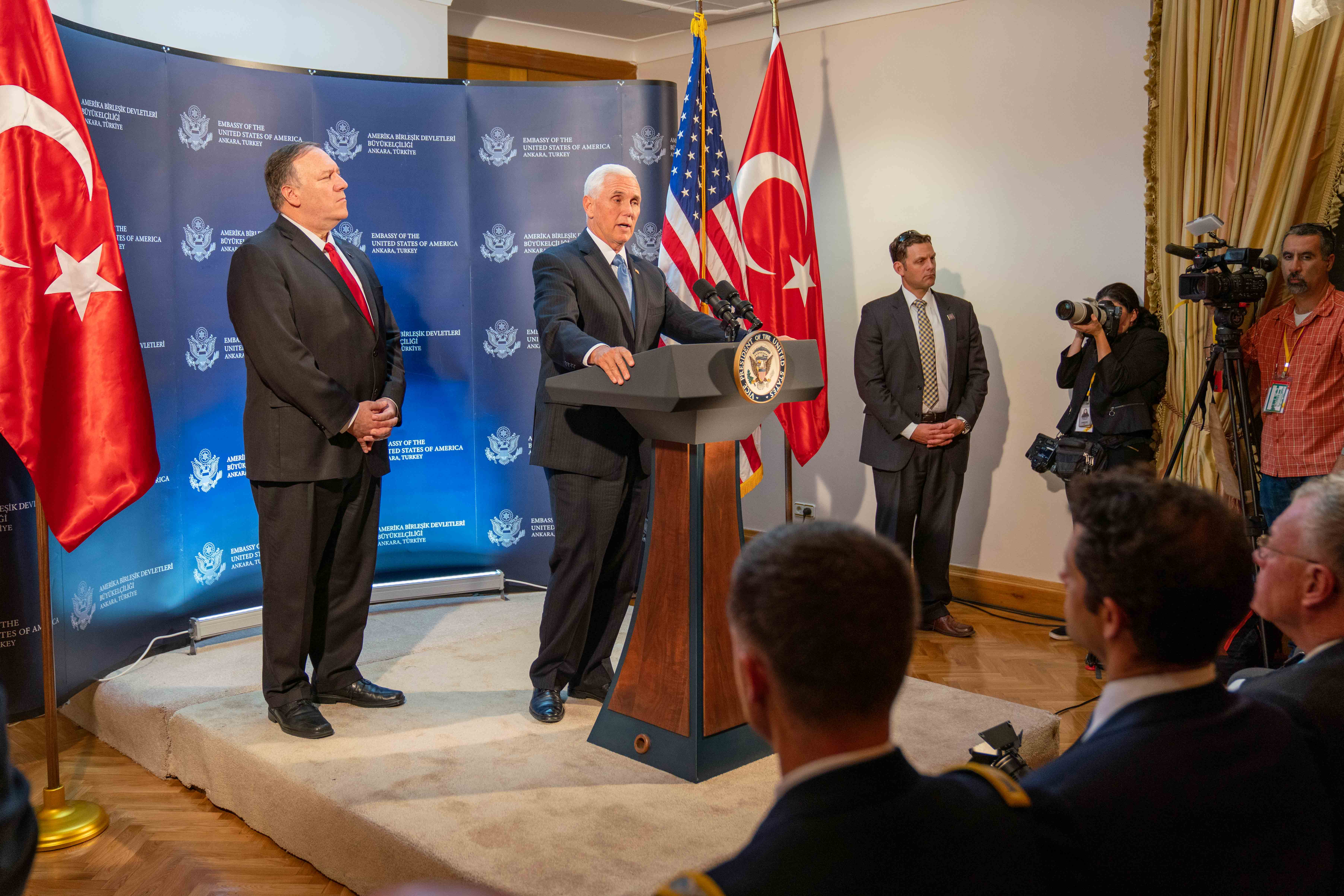
معاون رئیس‌جمهور مایک پنس و وزیر امور خارجه ایالات متحده مایک پومپئو در یک کنفرانس مطبوعاتی مشترک در آنکارا در تاریخ ۱۷ اکتبر ۲۰۱۹

در تاریخ ۱۷ اکتبر ۲۰۱۹، مایک پنس، معاون رئیس‌جمهور آمریکا و رجب طیب اردوغان، رئیس‌جمهور ترکیه به توافق رسیدند تا ترکیه ۱۲۰ ساعت عملیات خود را به حال تعلیق درآورد تا به نیروهای دموکراتیک سوریه اجازه داده شود از منطقه امن تعیین شده، (از مرز ترکیه- سوریه تا ۲۰ مایل (۳۲ کیلومتری) به سمت جنوب) خارج شوند. مایک پنس اظهار داشت: هرگاه عملیات نظامی کاملاً متوقف شود تمام تحریم‌های وضع شده آمریکا علیه ترکیه برداشته خواهد شد و تحریم‌های بیشتر وجود نخواهد داشت. طبق بیانیه ایالات متحده، منطقه امن «در درجه اول توسط نیروهای مسلح ترکیه اجرایی خواهد شد». بسیاری از مفسران و مقامات آمریکایی از توافقنامه آتش‌بس به عنوان خیانت دیگر ایالات متحده به کردها و تسلیم کردها به ترکیه یاد کردند.
وزیر امور خارجه ترکیه، مولود چاووش اوغلو اظهار داشت که این آتش‌بس نیست بلکه مکث موقت برای اجازه خروج به نیروهای دموکراتیک سوریه از منطقه امن تعیین شده‌است، پس از آن در صورت انجام [عقب‌نشینی]، این عملیات پایان می‌یابد و در صورت عدم انجام [عقب‌نشینی] این عملیات ادامه خواهد یافت. فرمانده نیروهای دموکراتیک سوریه، مظلوم کوبانی گفت که آنها توافق آتش‌بس را فقط در منطقه بین تل ابیض و راس العین قبول کرده‌اند.
رهبر سیاسی کرد سوریه، صالح مسلم اظهار داشت: «مردم ما این جنگ را نمی‌خواستند. ما از آتش‌بس استقبال می‌کنیم، اما در صورت هرگونه حمله از خود دفاع خواهیم کرد … آتش‌بس یک چیز است و تسلیم چیز دیگری است و ما آماده دفاع از خود هستیم. ما اشغال شمال سوریه را نمی‌پذیریم».

### ۱۸ اکتبر ۲۰۱۹
به گفته دیدبان حقوق بشر سوریه در صبح روز ۱۸ اکتبر با وجود درگیری‌های جزئی و محاصره راس العین، آرامش محتاطانه ای در شرق فرات حاکم است. نیروهای دموکراتیک سوریه ترکیه را متهم به نقض آتش‌بس و بمباران مناطق غیرنظامی راس العین کرد. در روز بعد یک مقام آمریکایی ناشناس گفت نیروهای تحت ترکیه آتش‌بس را نقض کرده‌اند، و نیروهای دموکراتیک سوریه از جنگ دست کشیده‌اند.
ترکیه اعلام کرد که قصد دارد ۱۲ «پست دیده‌بانی» در منطقه امن خود ایجاد کند، همچنین اردوغان گفت:اگر دولت سوریه مرتکب اشتباهی در منطقه شود، ترکیه بی درنگ پاسخ آن را خواهد داد.

### ۱۹ اکتبر ۲۰۱۹
دیدبان حقوق بشر سوریه گزارش داد که علی‌رغم گذشت ۳۷ ساعت از توافق ایالات متحده و ترکیه مبنی بر تعلیق ۱۲۰ ساعته عملیات نظامی ترکیه، نیروهای دموکراتیک سوریه از هیچ موقعیتی در شرق فرات خارج نشده‌اند. دیدبان حقوق بشر سوریه همچنین گزارش داد که از زمان آغاز این عملیات، نیروهای مسلح ترکیه و متحدانش مساحت ۲۴۱۹ کیلومتر مربع (۹۳۴ مایل مربع) را تصرف کرده‌اند. هر دو طرف یکدیگر را به نقض آتش‌بس متهم کردند، نیروهای دموکراتیک سوریه اظهار داشت که نیروهای ترکیه مانع رسیدن کمک‌های پزشکی به راس العین شدند، این ادعا توسط دیدبان حقوق بشر سوریه مورد تأیید قرار گرفت. چند مقام ناشناس آمریکایی گفتند که «آتش‌بس در شمال سوریه برقرار نیست». بعد از ظهر روز پنج شنبه، نیروهای دموکراتیک سوریه اعلام کرد که یک کاروان امدادرسانی پس از ممانعت از ورود به شهر راس العین، از آنجا عبور کرده‌است.

### ۲۰ اکتبر ۲۰۱۹

#### خروج نیروهای دموکراتیک سوریه از راس العین

نبرد راس العین ۲۰–۹ اکتبر ۲۰۱۹

پیشروی ارتش ملی سوریه در منطقه راس العین

وزارت دفاع ترکیه اعلام کرد کردها آتش‌بس را نقض کرده‌اند و یک سرباز ترک بر اثر حمله خمپاره‌ای یگان‌های مدافع خلق در نزدیکی تل ابیض کشته شد، در همین حال نیروهای دموکراتیک سوریه ادعا کرد که ۱۶ جنگجوی این گروه توسط نیروهای ترکیه کشته شده‌اند. به گفته دیدبان حقوق بشر سوریه نیروهای دموکراتیک سوریه همراه با کاروان امدادرسانی که قبلاً وارد راس العین شده بود کاملاً از این شهر خارج شدند. هر دو طرف به متهم کردن طرف مقابل به نقض آتش‌بس ادامه دادند.

#### ادامه خروج ایالات متحده
به گفته دیدبان حقوق بشر سوریه، نیروهای آمریکایی از پایگاه‌های هوایی خود در نزدیکی صرین و تل بیدر خارج شده و اقدام به نابود کردن آنها کرده‌اند. طبق گفته مرکز اسناد سوریه نیروهای آمریکایی به طور کامل از حومه حلب و رقه خارج شده‌اند. در بزرگترین حرکت زمینی ایالات متحده آمریکا در سوریه تا به امروز، یک کاروان نظامی ایالات متحده با حدود ۵۰۰ پرسنل از راه شمال سوریه به سمت شرق این کشور حرکت کرد تا وارد خاک عراق شود. در هنگام خروج نیروهای آمریکایی، مردم محلی محصولات فاسد شده را به سمت آن‌ها پرتاب می‌کردند و به آنها توهین می‌کردند و احساس عصبانیتی که از خیانت آمریکا به کردها را در وجود خود داشتند نمایان کردند.
به گفته وال استریت جورنال و نیویورک تایمز رئیس‌جمهور آمریکا دونالد ترامپ طرفدار باقی ماندن مشروط یک گروه ۲۰۰–۳۰۰ نفری از سربازان آمریکایی در حومه دیرالزور در شرق سوریه است جایی که بیشتر میادین نفتی سوریه در آن قرار دارد. با این حال نیروهای دموکراتیک سوریه اظهار داشت: این میادین در دست ما باقی مانده‌است. ما با رژیم [سوریه] توافق داریم که برخی از مواضع ما را در امتداد مرز ترکیه به آنها بدهیم، اما ما هنوز با آنها در زمینه‌های نفتی مذاکره نکرده‌ایم. احتمالاً یک نسخه از کنترل مشترک و اشتراک درآمد با رژیم از این میادین وجود دارد. نمی‌دانم ترامپ این را درک می‌کند.

### ۲۱ اکتبر ۲۰۱۹
دیدبان حقوق بشر سوریه گزارش داد که نقض آتش‌بس علی‌رغم خروج نیروهای دموکراتیک سوریه از راس العین همچنان ادامه یافت. طبق گفته دیدبان حقوق بشر سوریه، هواپیماهای بدون سرنشین ترکیه یک وسیله نقلیه حامل ۴عضو نیروهای دموکراتیک سوریه در نزدیکی عین عیسی را هدف قرار دادند که منجر به کشته شدن همه سرنشینان آن شد. طبق گفته دیدبان حقوق بشر سوریه، منطقه ابو راسین در شرق راس العین نیز درگیری‌های سنگین و گلوله‌باران توسط ترکیه را تجربه کرد.
طبق گفته دیدبان حقوق بشر سوریه، در پی خروج نیروهای دموکراتیک سوریه از راس العین، گزارش‌های گسترده‌ای از غارت، سرقت، سوزاندن خانه‌ها و آدم‌ربایی توسط نیروهای طرفدار ترکیه با نمونه‌های مستند از اعضای لشکر حمزه صورت گرفت.
طبق گزارش دیدبان حقوق بشر سوریه، در ادامه خروج نیروهای آمریکایی از شمال سوریه، یک کاروان نظامی آمریکایی در نیمه شب پس از گذر از مرز سیمالکا وارد عراق شد.

### ۲۲ اکتبر
وزیر دفاع روسیه، سرگئی شویگو اظهار داشت که روسیه برای گشت زنی در مرز باید نیروها و تجهیزات اضافی به سوریه اعزام کند. با پایان یافتن مهلت توافق آتش‌بس ۱۲۰ ساعته با واسطه گری ایالات متحده، وی در ادامه اظهار داشت که ایالات متحده آمریکا کمتر از دو ساعت به توافق‌نامه (یعنی حذف تحریم‌ها علیه ترکیه) عمل کرد و پیشنهاد داد که نیروهای آمریکایی تا پایان دوره ۱۲۰ ساعته از سوریه خارج شوند.
به نقل از کانال خبری دولتی سوریه الاخباریه، رئیس‌جمهور سوریه اسد به رئیس‌جمهور روسیه پوتین در یک تماس تلفنی گفته‌است که دولت وی، با اشغال سرزمین‌های سوریه به هر بهانه ای مخالف است.
رئیس‌جمهور سوریه با اشاره به نیروهای دمکراتیک سوریه در بازدید خود از منطقه جنگی الهبیط در نزدیکی ادلب اظهار داشت: "ما گفتیم ما آماده پشتیبانی از هر گروهی هستیم که مقاومت مردمی را علیه اردوغان و ترکیه به عهده بگیرد. این یک تصمیم سیاسی نیست، ما تصمیم سیاسی نگرفته‌ایم، این یک وظیفه قانون اساسی و وظیفه ملی است. اگر این کار را نکنیم، لیاقت وطن نداریم. "
سناتور میچ مکانل قطعنامه ای را برای مقابله با تصمیم دونالد ترامپ مبنی بر خروج نیروهای آمریکایی از شمال سوریه ارائه داد.
جیمز جفری نماینده آمریکا در امور سوریه و ائتلاف جهانی علیه داعش فاش کرد که دونالد ترامپ با او دربارهٔ عقب‌نشینی نیروهای آمریکایی از سوریه مشورت نکرده‌است.

#### تفاهم‌نامه روسیه-ترکیه
در ۲۲ اکتبر ۲۰۱۹، ولادیمیر پوتین، رئیس‌جمهور روسیه و رجب طیب اردوغان رئیس‌جمهور ترکیه در سوچی دیدار کردند و در مورد اوضاع سوریه به توافق رسیدند. آنها متعاقباً یک تفاهم نامه ۱۰ ماده ای را منتشر کردند که جزئیات مفاد توافق‌نامه را شرح می‌دهد.
در این توافق‌نامه، وضعیت فعلی ایجاد شده در منطقه عملیات «چشمه صلح» شامل تل‌ابیض و رأس العین به عمق ۳۲ کیلومتر حفظ خواهد شد. با شروع ساعت ۱۲:۰۰ ظهر تاریخ ۲۳ اکتبر ۲۰۱۹، پلیس نظامی روسیه و نیروهای حفاظت مرزی سوریه وارد سمت سوری مرز ترکیه -سوریه، در خارج از منطقه عملیات چشمه صلح خواهند شد تا خروج عناصر یگان‌های مدافع خلق و سلاح‌های آنها تا عمق ۳۰ کیلومتری از مرز ترکیه-سوریه را تسهیل کنند که این مسئله باید در ۱۵۰ ساعت آینده نهایی شود. سپس، گشت مشترک روسیه و ترکیه در غرب و شرق منطقه عملیات چشمه صلح تا عمق ۱۰ کیلومتری، به استثنای شهر قامشلی آغاز خواهد شد. همه عناصر یگان‌های مدافع خلق و سلاح‌های آنها از منبج و تل‌رفعت خارج خواهند شد.
رئیس‌جمهور روسیه پوتین در تماس تلفنی با رئیس‌جمهور سوریه بشار اسد از مفاد توافق‌نامه خبر داد. دولت روسیه اعلام کرد که اسد حمایت خود را از این توافق ابراز کرده و آماده استقرار مرزبانان سوریه مطابق توافق است.

### ۲۳ اکتبر
ترامپ گفت: اوایل بامداد امروز دولت ترکیه به ما خبر داد که عملیات نظامی خود در سوریه را متوقف خواهند کرد. بدین ترتیب آتش‌بس در منطقه دائمی خواهد شد؛ هرچند در آن بخش از دنیا گاهی واژه دائمی زیر سؤال می‌رود، به هر حال فکر می‌کنم این آتش‌بس دائمی خواهد بود. از این رو تحریم‌ها علیه ترکیه برداشته می‌شود. قانونگذاران آمریکایی علناً از تصمیم ترامپ برای لغو تحریم‌ها انتقاد کردند.
دمیتری پسکوف، سخنگوی ریاست جمهوری روسیه، از نیروهای کرد خواست تا از مرز سوریه خارج شوند، چرا که در غیر این صورت مرزبانان سوریه و پلیس نظامی روسیه مجبور به عقب‌نشینی خواهند شد، و افزود که واحدهای کُرد باقی مانده توسط ارتش ترکیه بخار [نابود] خواهند شد. وی اظهار داشت که ایالات متحده علی‌رغم اینکه در سالهای اخیر نزدیک‌ترین متحد آنها بوده‌است، هم به آنها خیانت کرد و هم رهایشان کرد.
نیوزویک برای اولین بار گزارش داد که ایالات متحده در حال آماده‌سازی و استقرار تانک‌ها و سربازان جهت حفظ سیطره خود بر میادین نفتی شرق سوریه است. اگر چه ایالات متحده اعلام کرده‌است که این کار را برای جلوگیری از کنترل مجدد داعش بر این میادین نفتی انجام می‌دهد اما به احتمال زیاد هدف از این کار دور نگه داشتن سوریه و روسیه از این میادین نفتی است.

### ۲۴ اکتبر
خبرگزاری دولتی سوریه سانا گزارش داد که نیروهای ترکیه و جنگجویان متحد ترکیه به مواضع ارتش سوریه در خارج از تل تمر حمله کردند و در نتیجه مقابله با آنها چندین سرباز ارتش سوریه کشته و زخمی شدند و از سوی دیگر درگیری‌هایی بین نیروهای دموکراتیک سوریه و نیروهای ترکیه در جنوب رأس العین به وقوع پیوست. همچنین دیدبان حقوق بشر سوریه درگیری بین نیروهای دموکراتیک سوریه و نیروهای شورشی سوریه تحت حمایت ترکیه در نزدیکی تل تمر را تأیید کرد. نیروهای دموکراتیک سوریه گفت: سه سرباز آن‌ها در جریان درگیری با نیروهای تحت حمایت ترکیه کشته شدند.
روسیه چندین حمله هوایی را در منطقه تحت کنترل شورشیان سوریه انجام داد و استان‌های ادلب، حماه و لاذقیه را هدف حمله قرار داد. طبق اظهار نظر تحلیلگران، ادلب سنگر باقی مانده شورشیان تحت حمایت ترکیه هدف بعدی حکومت سوریه است.
در جلسه ناتو، وزیر دفاع آلمان، آنه‌گرت کرامپ- کارن بائر پیشنهادی را برای ایجاد یک منطقه امنیتی تحت نظارت بین‌المللی و تحت قیمومت سازمان ملل متحد در شمال شرقی سوریه ارائه کرد. روز بعد، وزیر امور خارجه روسیه سرگئی لاوروف ایده منطقه امنیتی تحت کنترل ناتو در سوریه را رد کرد. در ۲۶ اکتبر، وزیر امور خارجه ترکیه مولود چاووش اوغلو نیز طرح آلمان برای ایجاد منطقه امنیتی بین‌المللی را رد کرد و گفت که این پیشنهاد واقع بینانه نیست.

### ۲۵ اکتبر
وزیر دفاع آمریکا، مارک اسپر گفت: ایالات متحده نیروهای خود را از جمله نیروهای «مکانیزه» را برای دفاع از میادین نفتی شرق سوریه به منظور محافظت از آن‌ها در برابر داعش به آن‌جا می‌فرستد. هنوز مشخص نیست که آیا کردها پس از خروج آمریکا دوباره از آمریکایی‌ها استقبال می‌کنند یا خیر، همان‌طور که رهبر کرد سوریه، الهام احمد در اوایل ۲۴ اکتبر اظهار داشت اگر حضور ایالات متحده در منطقه به نفع ما نباشد وقتی که صحبت از ثبات، امنیت، و [متوقف کردن] نسل‌کشی و پاکسازی قومی می‌شود، از آنها استقبال نمی‌شود.
وزارت دفاع روسیه اعلام کرده‌است که حدود ۳۰۰ پلیس نظامی روسیه وارد سوریه شده‌اند. پلیس نظامی، اعزامی از چچن، ضمن گشت زنی در منطقه مرزی به خروج نیروهای کرد از منطقه مرزی کمک خواهد کرد.

#### ۲۶ اکتبر
رئیس‌جمهور ترکیه اردوغان گفت اگر بعد از پایان ۱۵۰ ساعت منطقه از تروریست‌ها پاکسازی نشود، خودمان این کار را خواهیم کرد و تمام کارهای پاکسازی را انجام خواهیم داد. رئیس‌جمهور ترکیه همچنین ضمن انتقاد از دروغگویی اتحادیه اروپا مبنی بر تأمین ۶ میلیارد یورو برای کمک به مسکن و تغذیه حدود ۳٫۶ میلیون پناهجوی سوری که در ترکیه ساکن هستند، بیان کرد که اتحادیه اروپا فقط نیمی از مبلغ وعده داده شده را تأمین کرده‌است وی افزود که ترکیه حدود ۴۰ میلیارد یورو خرج کرده‌است. وی هشدار داد که اگر کشورهای اروپایی نتوانند حمایت مالی بیشتری برای بازگشت پناهندگان به سوریه داشته باشند، مرزهای خود را برای رفتن پناهندگان به اروپا باز خواهد کرد.
یک کاروان نظامی آمریکایی از جنوب قامشلی به سمت میادین نفتی دیرالزور حرکت کرد. دیدبان حقوق بشر سوریه گزارش داد که این کاروان اخیراً از عراق وارد سوریه شده‌است. سرلشکر ایگور کونشنکوف، سخنگوی وزارت دفاع روسیه، اقدامات ایالات متحده را در خصوص ارسال خودروهای زرهی و نیروهای جنگی برای محافظت از میادین نفتی شرق سوریه را «راهزنی» توصیف کرد. وزیر خارجه روسیه، سرگئی لاوروف با مایک پومپئو، وزیر امور خارجه آمریکا در مورد سوریه گفتگو کرد، طرف روسی با استناد به بیانیه عمومی روسیه بر حق حاکمیت و حفظ تمامیت ارضی سوریه تأکید کرد.
کاروان بزرگی از نیروهای دولتی سوریه در هشت روستا واقع در منطقه راس العین در امتداد بزرگراه M4 و نزدیک مرز سوریه و ترکیه مستقر شد.
طبق گزارش دیدبان حقوق بشر سوریه درگیری‌ها در منطقه بین تل تمر و راس العین، ۹ کشته در بین نیروهای طرفدار ترکیه و ۶ کشته در میان نیروهای دمکراتیک سوریه برجای گذاشت.

#### ۲۷ اکتبر

نقشه روزانه عملیات چشمه صلح، ۲۹–۹ اکتبر

نیروهای دمکراتیک سوریه با انتشار بیانیه‌ای اعلام کرد: «نیروهای دموکراتیک سوریه به منظور پایان دادن به خونریزی‌ها و محافظت از ساکنان منطقه در مقابل حملات ترکیه، مطابق با مفاد توافقنامه در حال عزیمت به موقعیت‌های جدیدی، به دور از مرز ترکیه در شمال‌شرق سوریه هستند».

#### ۲۹ اکتبر
دیدبان حقوق بشر سوریه گزارش داد که درگیری‌های مکرری بین نیروهای مشترک ارتش سوریه و نیروهای دمکراتیک سوریه و نیروهای تحت رهبری ترکیه در منطقه بین تل تمر و راس العین اتفاق افتاده‌است. بنابر گزارش‌ها گفته می‌شود که در جریان درگیری‌ها در امتداد مرز، نیروهای ترکیه ۶ سرباز سوری را در نزدیکی راس العین کشته‌اند. در همین حال، وزارت دفاع ملی ترکیه اعلام کرد که ۱۸ نفر را که گفته می‌شود نیروهای دولت سوریه هستند، اسیر کرده‌است.
وزیر دفاع روسیه، سرگئی شویگو اعلام کرد که نیروهای مسلح کرد از منطقه امن در امتداد مرز سوریه و ترکیه خارج شده‌اند.

## پس از آتش‌بس

### روابط دیپلماتیک
وزارت دفاع سوریه در بیانیه مطبوعاتی خطاب به نیروهای دمکراتیک سوریه اعلام کرد که آنها هر گروهی را که مایل به پیوستن به ارتش سوریه در تلاش مشترک برای نبرد با اشغالگران ارتش ترکیه و شورشیان سوری تحت حمایت ترکیه باشند، خواهند پذیرفت و پیشنهاد آشتی بدون نیاز به تضمین را به آنها ارائه داد. وزارت کشور سوریه پیشنهاد ارائه خدمات اجتماعی در سراسر شمال شرقی سوریه را داد، زیرا آنها [وزارت کشور سوریه] شرایط دشوار زندگی مردم ساکن شمال سوریه را نتیجه تهاجم ترکیه به این منطقه می‌دانند. آنها همچنین پیشنهاد ادغام نیروهای دمکراتیک سوریه در یگان امنیت داخلی تحت عنوان آسایش را ارائه کردند. وزارت آموزش و پرورش سوریه پیشنهاد حمایت از کودکان این منطقه را ارائه داد، این وزارتخانه در ادامه افزود که کودکان به دلیل ناآرامی در این منطقه از رفتن به مدرسه محروم شده‌اند.
در پاسخ، نیروهای دمکراتیک سوریه گفت که آنها از تلاش‌ها برای اتحاد و دفاع از سوریه و دفع تجاوزهای ترکیه قدردانی می‌کنند، اما اظهار داشت: موضع ما از آغاز آشکار بوده‌است. باید اتحادی مبنی بر راه‌حل سیاسی که خود ویژگی‌های نیروهای دمکراتیک سوریه و سازمانی آن را به رسمیت بشناسد آغاز شود. لازم است مکانیزم صحیحی برای نوسازی سازمانی نهاد ارتش سوریه در چهارچوب تلاش وحدت‌بخش در پیش گرفته شود.

### وضعیت اطراف منطقه امن
در تاریخ ۳۱ اکتبر، رئیس‌جمهور ترکیه اردوغان اعلام کرد که گشت‌های مشترک ترکیه و روسیه در شمال شرقی سوریه از روز جمعه آغاز می‌شود. در ۱ نوامبر ۲۰۱۹، نیروهای ترکیه و روسیه گشت مشترک را آغاز کردند.
درگیری‌های متناوب بین سربازان دولت سوریه و نیروهای تحت حمایت ترکیه در اطراف راس العین و تل تمر صورت گرفت. ترکیه ۱۸ سرباز دولت سوریه را که توسط جنگجویان سوری تحت حمایت این کشور در جنوب راس العین در میان تنش‌های فزاینده بین سوریه و ترکیه اسیر شده بودند، آزاد کرد. وزارت دفاع ترکیه اعلام کرد که سربازان را در ۱ نوامبر تحویل دولت سوریه داده‌است.

#### ۳۱ اکتبر

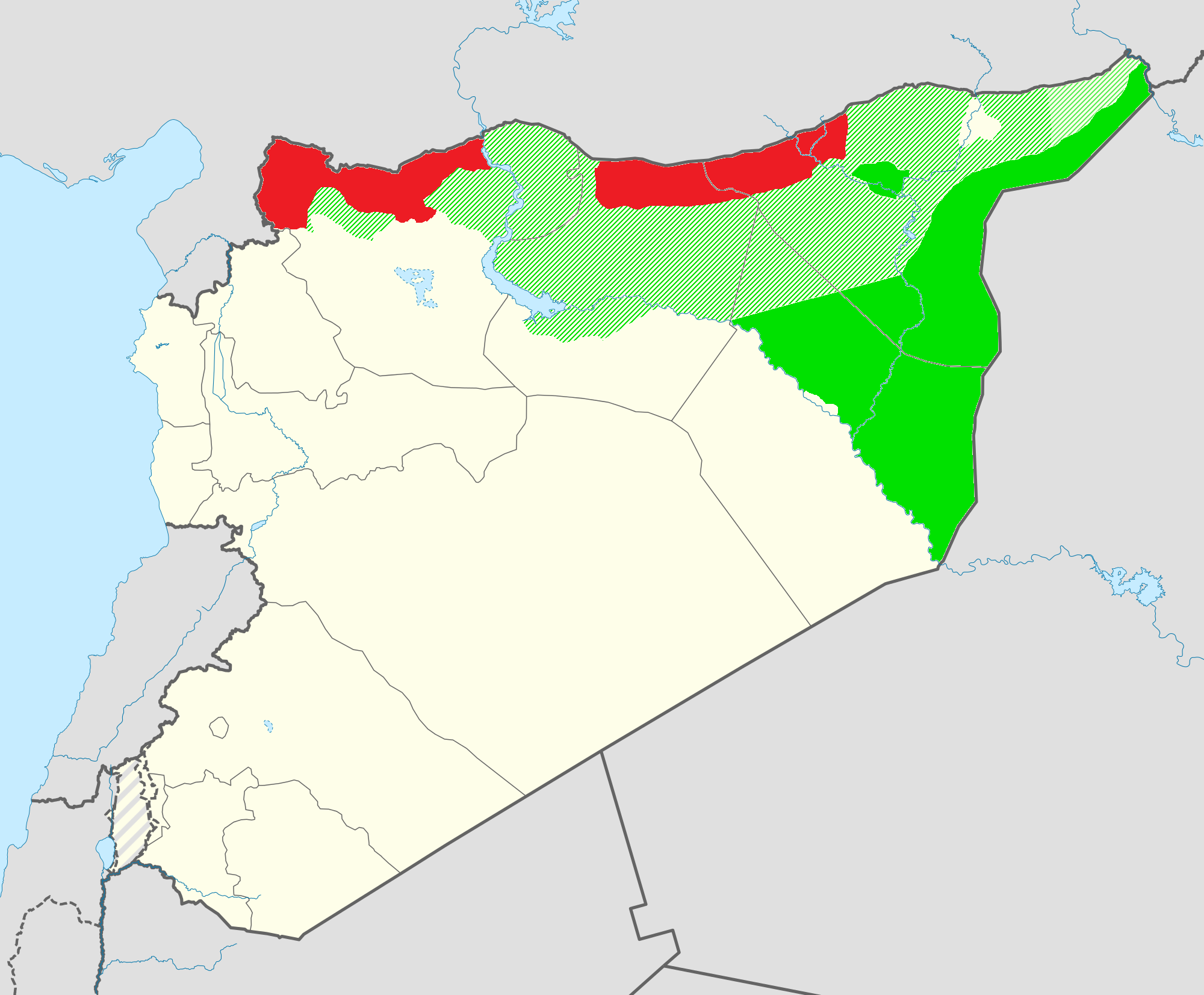
مناطق تحت کنترل نیروهای دموکراتیک سوریه (سبز) و مناطق تحت کنترل ترکیه (قرمز) در اکتبر ۲۰۱۹

ارتش ملی سوریه روستای تل الورد را بمباران کرد و در نتیجه ۲ غیرنظامی کشته و ۵ نفر زخمی شدند. درگیری‌های جزئی در ضلع غربی تل الورد بین نیروهای دمکراتیک، ارتش سوریه و ارتش ملی سوریه رخ داد. در پی بمباران ارتش ملی سوریه، ارتش سوریه از روستاهای اطراف تل تمر، زرگان و درباسیه عقب‌نشینی کرد. نیروهای دمکراتیک سوریه روستاهای عزیزیه و جمیلیه را بمباران کرد که باعث نابودی ۲ خودروی نظامی ارتش ملی سوریه شد. ۳ نفر در نتیجه بمباران دو روستای ابو راسین توسط ارتش ملی سوریه کشته و ۴ نفر زخمی شدند.
مطابق گفته‌های رسانه‌های طرفدار نیروهای دموکراتیک سوریه قوای کمکی ایالات متحده شامل ۱۷ خودروی زرهی و ۸۲ کامیون وارد پایگاه صرین شدند. با این وجود، این پایگاه در ۱۷ نوامبر توسط نیروهای روسی اشغال شد.
نیروهای دمکراتیک سوریه اقدام به انجام ضد حمله در حوالی تل تمر کرد.
بمب‌گذاری ۲۰۱۹ تل ابیض: ۲ هفته پس از تصرف تل ابیض توسط ترکیه و نیروهای تحت حمایت این کشور، در تاریخ ۲ نوامبر در حمله یک خودروی بمب‌گذاری شده به این شهر دست‌کم ۱۳ غیرنظامی کشته شدند. ترکیه و ارتش ملی سوریه، نیروهای دمکراتیک سوریه را مسئول این حمله دانستند. نیروهای دمکراتیک سوریه در بیانیه مطبوعاتی اظهار داشت: «ما معتقدیم این کار دولت ترکیه و جاسوسان و مزدوران آنها برای ترساندن و وحشت مردم محلی است».

#### ۱ نوامبر
ارتش ملی سوریه تلاش کرد تا وارد حومهٔ تل تمر شود. همچنین در روستای عنیق الهوی از توابع شهر ابو راسین و شهر المناجیر در جنوب راس العین درگیری‌هایی بین نیروهای دموکراتیک سوریه و ارتش ملی سوریه رخ داد. نیروهای دمکراتیک سوریه ادعا کرد که در روستاهای خربه جاموس و محمودیه پیشروی کرده‌است.

#### ۶ نوامبر
ارتش ملی سوریه با بمباران مواضع نیروهای دمکراتیک سوریه، اقدام به حمله به شمال عین عیسی کرد. نیروهای دمکراتیک سوریه و ارتش ملی سوریه در روستاهای محمودیه، سودا، اریشا، ابو راسین و منطقه القنطره همانند سایر مناطق حومه عین عیسی اقدام به تبادل آتش کردند و با یکدیگر درگیر شدند. همچنین در روستای عنیق الهوی از شهر ابو راسین و شهر المناجیر در جنوب راس العین درگیری اتفاق افتاد.

#### ۸ نوامبر
در شمال سوریه اعتراضاتی علیه گشت مشترک ترکیه و روسیه صورت گرفت مردم معترض اقدام به پرتاب سنگ و کفش به سمت خودروهای زرهی کردند. گشت‌های ترکیه با گاز اشک آور پاسخ دادند. در جریان اعتراض یکی از معترضین زیر گرفته شد و مدتی بعد درگذشت.

#### ۱۱ نوامبر
بر اثر انفجار یک خودروی بمب‌گذاری شده در جنوب تل ابیض ۸ غیرنظامی کشته و بیش از ۱۳ نفر زخمی شدند. ترکیه یگان‌های مدافع خلق را مسئول این حمله معرفی کرد.

#### ۱۶ نوامبر
اتومبیل بمب‌گذاری شده در الباب با هدف قرار دادن پایانه اتوبوس آن شهر، باعث کشته شدن ۱۹ نفر از جمله ۱۳ غیرنظامی شد. ۳۰ نفر هم زخمی شدند. وزارت دفاع ملی ترکیه یگان‌های مدافع خلق و پ.ک.ک را مسئول این حمله اعلام کرد. هیچ گروهی مسئولیت این حمله را برعهده نگرفت.
وزارت دفاع ملی ترکیه اظهار داشت: ارتش ترکیه از زمان آغاز عملیات، بیش از ۹۸۸ بمب کنار جاده‌ای و ۴۴۲ مین را که توسط یگان‌های مدافع خلق کار گذاشته شده، خنثی کرده‌است.
نیروهای دموکراتیک سوریه در حومه شمالی شهر تل تمر در منطقه منتهی به ابو راسین پیشروی کردند، با گرفته شدن مواضع و نقاطی در شمال تل تمر توسط نیروهای دمکراتیک سوریه، ارتش ترکیه به وسیله پهپاد به مواضع نیروهای دمکراتیک سوریه حمله کرد.

#### ۱۷ نوامبر
نیروهای روسی وارد پایگاه رها شده آمریکا در نزدیکی صرین شدند و کنترل آن را به دست گرفتند. فیلم‌هایی از پایگاه رها شده آمریکا توسط نیروهای روسی که وارد پایگاه شده بودند گرفته شد که در آن فیلم، تجهیزات رها شده آمریکا دیده می‌شدند.

#### ۱۸ نوامبر
به گفته یک رسانه طرفدار مخالفان سوری، یکی از فرمانده ارتش ملی سوریه به نام ابو حفص الغربی در درگیری با نیروهای دموکراتیک سوریه کشته شد.

### ۲۰ نوامبر

#### درگیری‌های عین عیسی
در ۲۰ نوامبر بین ارتش ملی سوریه و نیروهای دموکراتیک سوریه در اطراف مناطق تحت کنترل نیروهای دموکراتیک سوریه و این گروه در عین عیسی درگیری اتفاق افتاد، درگیری منجر به کشته شدن ۸ جنگجوی ارتش ملی سوریه و ۴ جنگجوی نیروهای دمکراتیک سوریه در اولین روز درگیری‌ها شد. طبق گزارش رسانه‌های طرفدار نیروهای دموکراتیک سوریه، ارتش ملی سوریه با موشک، پهپاد و سلاح‌های سنگین به روستاهای اطراف عین عیسی و مواضع این گروه در تل تمر، حمله کرد.
در نتیجه درگیری در عین عیسی، نگهبانان اردوگاه پناهندگان عین عیسی - خانه خانواده‌های داعش، پست‌های خود را برای نبرد با ارتش ملی سوریه ترک کردند و چند تن از خانواده داعشی موفق شدند که فرار کنند.
بعداً در همان روز، نیروهای دموکراتیک سوریه حمله ای را برای بازپس‌گیری سیلوهای شرکاک از ارتش ملی سوریه انجام داد، نیروهای دموکراتیک سوریه مواضع ارتش ملی سوریه را گلوله‌باران کرد همچنین ارتش ملی سوریه روستاهای اطراف تل ابیض را که تحت کنترل نیروهای دموکراتیک سوریه بود گلوله‌باران کرد. ارتش ملی سوریه به پیشروی خود به سمت عین عیسی ادامه داد، که منجر به کشته شدن ۱۳ جنگجوی ارتش ملی سوریه و ۶ جنگجوی نیروهای دموکراتیک سوریه شد.
نیروهای دمکراتیک سوریه موفق شد دوباره کنترل کامل عین عیسی و مناطق آن را پس از یک ضد حمله و درگیری سنگین به دست‌آورد. هواپیماهای روسی پس از این حمله ناکام، بر فراز عین عیسی به پرواز درآمدند.

#### ۲۳ نوامبر
یک اتومبیل بمب‌گذاری شده در تل ابیض منفجر شد که منجر به کشته شدن ۹ غیرنظامی و زخمی شدن ۲۰ نفر شد.

#### ۲۴ نوامبر
پس از حمله ناموفق ارتش ملی سوریه در نزدیکی عین عیسی، نیروهای دمکراتیک سوریه روستاهایی را در نزدیکی عین عیسی تصرف کردند. در این درگیری‌ها ۲۱ جنگجوی ارتش ملی سوریه کشته شدند. تلفات نیروهای دموکراتیک سوریه نامعلوم است.

## پیامدهای انسانی

### نقض حقوق بشر
مقامات و پزشکان کرد سوریه در گزارشی از تعدادی بیمار مبتلا به سوختگی شدید که ظاهراً ناشی از استفاده از سلاح شیمیایی است خبر دادند و ترکیه را به استفاده از ماده شیمیایی فسفر سفید برای هدف قرار دادن افراد متهم کردند. همیش دی برتون گوردون سرهنگ سابق و رئیس هنگ انگلیسی مسئول مواد شیمیایی، میکروبی، رادیولوژیک و سلاح‌های هسته‌ای در مورد زخم‌هایی که توسط عکس به او نشان داده شده می‌گوید: عامل [سوختگی‌ها] به احتمال قوی فسفر سفید است. مقامات کرد سوریه همچنین از ترکیه به دلیل استفاده از بمب ناپالم انتقاد کردند.
سازمان منع استفاده از سلاح‌های شیمیایی(OPCW) اعلام کرد: از اوضاع با خبر است و در حال جمع‌آوری اطلاعات درخصوص استفاده احتمالی از سلاح‌های شیمیایی است و در حال بررسی این مسئله با دیگر ارگان‌های بین‌المللی است، اما هنوز استفاده از سلاح‌های شیمیایی را تأیید نمی‌کند. دیدبان حقوق بشر سوریه اظهار داشت آنها نمی‌توانند استفاده از بمب ناپالم یا فسفر سفید را تأیید کنند.
ترکیه همه این اتهامات را رد کرد. وزیر دفاع ترکیه حلوصی آکار در پاسخ به این ادعاها تصریح کرد: «شایعاتی مبنی بر اینکه گروه تروریستی سعی دارد استفاده از سلاح‌های شیمیایی را به گردن نیروهای مسلح ترکیه بیندازد، مطرح است. همه این واقعیت را می‌دانند که نیروهای مسلح ترکیه سلاح شیمیایی ندارد».
سازمان منع استفاده از سلاح‌های شیمیایی از انجام تحقیقات دربارهٔ ادعای استفاده از فسفر سفید توسط نیروهای ترکیه امتناع ورزید، آنها اینگونه استدلال کردند: از آنجا که صدمات فسفر سفید بیشتر توسط خواص حرارتی ایجاد می‌شود تا خواص شیمیایی از این رو این مسئله بر عهده آنها نیست. آنها همچنین اظهار داشتند: فسفر سفید معمولاً در عملیات نظامی برای تولید دود یا تأمین نور استفاده می‌شود. هنگامی که از فسفر سفید به عنوان دود، روشنایی یا به عنوان سلاح آتش‌زا، استفاده می‌شود خارج از محدوده کنوانسیون بین‌المللی منع جنگ‌افزارهای شیمیایی قرار می‌گیرد.
سازمان عفو بین‌الملل اظهار داشت که این سازمان شواهدی از جنایات جنگی و سایر تخلفات مرتکب شده توسط نیروهای سوری تحت حمایت ترکیه و ترکیه را جمع‌آوری کرده‌است همچنین سازمان عفو بین‌الملل اظهار داشت: نیروهای نظامی ترکیه و گروه‌های مسلح سوری تحت حمایت این کشور به شکل شرم آوری جان غیرنظامیان را نادیده گرفته‌اند و اقدام به تخلفات جدی و جرایم جنگی از قبیل کشتار شتاب‌زده و حملات غیرقانونی که منجر به کشته و زخمی شدن غیرنظامیان در جریان حمله به شمال سوریه شده‌است، کرده‌اند.
فیلم‌ها و عکس‌های بی شماری بیرون آمده‌است که در آن دیده می‌شود نیروهای شورشی سوری تحت حمایت ترکیه در حال انجام جنایات جنگی و سایر خشونت‌ها هستند. جیمز جفری، نماینده آمریکا برای سوریه و ائتلاف جهانی علیه داعش، در جلسه کمیته روابط خارجی سنای آمریکا اظهار داشت که آنها چندین حادثه را که توسط نیروهای مخالف سوریه تحت حمایت ترکیه انجام شده دیده‌اند که آنها را جنایات جنگی می‌دانند، و این گروه‌ها را در بعضی موارد بسیار خطرناک و حتی افراطی توصیف کرد. او در کمیته روابط خارجی مجلس نمایندگان ایالات متحده آمریکا اظهار داشت، که آنها از مقامات دولت ترکیه خواسته‌اند تا در مورد جنایات جنگی که توسط مخالفان سوری تحت حمایت ترکیه انجام شده‌است توضیح بدهند.
هورین خلف، رهبر سیاسی کرد سوریه و افراد دیگر، به طور شتاب زده توسط گروه مسلح تحت حمایت ترکیه، احرار الشرقیه اعدام شدند. روپرت کولویل، سخنگوی حقوق بشر سازمان ملل گفت: تا زمانیکه ترکیه کنترل این گروه‌ها را در دست دارد یا عملیاتی انجام می‌دهد که در آنها چنین خشونت‌هایی به وقوع می‌پیوندد، به نظر می‌رسد می‌توان این کشور را مسؤول این خشونت‌ها از سوی گروه‌های مرتبط با آنها دانست. ما به مقام‌های ترکیه تأکید داریم تا سریعتر تحقیقاتی بی‌طرفانه، شفاف و مستقل در مورد هر دو حادثه انجام دهند و مرتکبین این جنایات را دستگیر کند. برخی از آنها به آسانی قابل شناسائی هستند، زیرا خود این ویدئوها را تدارک دیده و بروی شبکه‌های اجتماعی به اشتراک گذاشته‌اند. براساس گزارش کمیته پیگیری تحت نظر وزارت دفاع دولت موقت سوریه، عاملان بازداشت و به دادگاه نظامی فرستاده شدند. وزیر امور خارجه ترکیه، مولود چاووش‌اوغلو اظهار داشت که ترکیه هرگونه ادعای نقض حقوق بشر در منطقه را بررسی خواهد کرد و هیچ نوع نقض حقوق بشر را تحمل نخواهد کرد.
اعضای جبهه شامیه که طرفدار ترکیه هستند مسیحیان را از خانه‌های خود در تل ابیض بیرون کردند، همچنین آنها منازل کردهای عضو حزب اتحاد دموکراتیک را مصادره کردند.

#### گزارش‌های دیدبان حقوق بشر سوریه در مورد حقوق بشر
به گفته دیدبان حقوق بشر سوریه نیروهای تحت حمایت ترکیه، خانه‌های بی شماری را در رأس العین و تل ابیض غارت کردند. همچنین سرقت اموال، توهین‌های جسمی و کلامی، آدم‌ربایی غیرنظامیان برای باج خواهی و سوء استفاده از شهروندانی که فرار نکرده بودند از جمله اقدامات دیگری بود که این گروه‌ها انجام دادند. براساس این گزارش، برخی از غیرنظامیان، که موفق به فرار نشده بودند به قاچاقچیان ۳۰۰ دلار پرداخت می‌کردند تا آنها را به نزدیکترین نقطه از مناطق تحت کنترل نیروهای دموکراتیک سوریه ببرند که پس از گرفتن پول از آنها، در آن نقطه به عنوان اعضای نیروهای دموکراتیک سوریه به نیروی‌های اطلاعات ترکیه تحویل داده می‌شدند.
گزارش دیدبان حقوق بشر سوریه حاکی از آن است که گروه‌های تحت حمایت ترکیه شروع به تخریب خانه‌های مردم کرد محلی در روستای کورمازات که از جنگ گریخته بودند و اعضای نیروهای دموکراتیک سوریه در تل ابیض کردند، همچنین آنها اقدام به دزدیدن محصول جو در روستای ابوجلود در منطقه المبروکه در حومه غربی راس العین کردند. از این عملیات به عنوان یکی از بزرگترین جنایات علیه کُردهای سوریه یاد میشود

### جابه‌جایی جمعیت
به گفته دیدبان حقوق بشر سوریه، تعداد آوارگان در میان بحران بشردوستانه و درگیری از ۳۰۰۰۰۰ نفر فراتر رفته‌است. مردم اقدام به فرار به سمت منطقه خودمختار کردستان عراق کردند.
ابراهیم کالین سخنگوی ریاست جمهوری ترکیه اظهار داشت که آنها نمی‌خواهند دولت سوریه یا نیروهای کرد در مناطق مرزی سوریه باشند، همچنین وی اظهار داشت که ترکیه می‌خواهد بر آن منطقه نظارت داشته باشد. وی در ادامه اظهار داشت: ترکیه قصد دارد تا ۲ میلیون پناهنده سوری را که در حال حاضر در ترکیه هستند در این مناطق اسکان دهد که اگر این مناطق تحت کنترل هر یک از این نیروها [کردها و حکومت سوریه] قرار بگیرد، این پناهندگان دیگر باز نخواهند گشت.
در پاسخ به انتقادات اروپایی‌ها، اردوغان رئیس‌جمهور ترکیه هشدار داد که اگر اروپایی‌ها این عملیات نظامی را تهاجم بنامند ترکیه مرزهای خود را بر روی ۳٫۶ میلیون پناهنده سوری که در ترکیه ساکن هستند، باز خواهد کرد تا به اروپا بروند. این در شرایطی صورت می‌گیرد که اروپا از کشورهای خارجی مانند ترکیه برای خدمت به عنوان مرزبان، در سیاست خارجی سازی مرزها، استفاده کرده‌است.
عفو بین‌الملل اظهار داشت که ترکیه «مسئولیت نامتناسبی را بر عهده گرفته‌است» در حالی که کشورهای اروپایی «اکثر انرژی خود را صرف نگه داشتن افرادی که از سرزمین‌های آنها درخواست پناهندگی می‌کنند اختصاص داده‌اند» تنش‌ها بین شهروندان ترکیه و پناهندگان سوری در حال افزایش است از جمله دلایل این تنش می‌توان به عدم اسکان مجدد پناهندگان مقیم ترکیه اشاره کرد، همچنین کاهش حمایت عمومی مردم ترکیه از پناهندگان منجر به اتخاذ سیاست‌هایی شده‌است که دولت ترکیه قصد دارد با عملیات نظامی ۲۰۱۹ به عنوان آخرین راهکار، اقدام به اسکان مجدد پناهندگان سوری خود در یک منطقه امن غیر نظامی کند.
عفو بین‌الملل گزارش داده‌است که ترکیه به‌طور غیرقانونی و اجباری پناهندگان سوری خود را به سوریه اعزام می‌کند در حالی که آن را به صورت داوطلبانه نشان می‌دهد. حامی اکسوی، سخنگوی وزارت امور خارجه ترکیه اظهار داشت: ترکیه اظهارات عفو بین‌الملل دربارهٔ بازگشت به زور را رد می‌کند و تأکید کرد که ترکیه بازگشت ایمن و داوطلبانه سوری‌ها را انجام می‌دهد.
ترس از پاکسازی قومی کردها از منطقه وجود دارد.
ینس لارکه، سخنگوی دفتر هماهنگی امور بشردوستانه سازمان ملل متحد گفت: ۹۴۰۰۰ غیرنظامی به خانه‌های خود برگشته اند، در حالی که ۱۰۰۰۰۰ نفر هنوز آواره اند.

### زندانیان داعش
نگرانی‌هایی در مورد احیای احتمالی دولت اسلامی (داعش) در منطقه وجود دارد، زیرا نیروهای دموکراتیک سوریه (SDF) - که عملیات ضد تروریستی علیه داعش انجام داده و اسیران داعش را در منطقه نگه داری می‌کنند- در حال مبارزه با حمله به رهبری ترکیه هستند و از این رو می‌تواند منجر به از دست رفتن کنترل آنها بر بازداشت شدگان شود. حداقل چندین هزار زندانی داعشی و بیش از ۱۰۰۰۰۰ نفر از خانواده آنها و سایر آوارگان در چندین اردوگاه در شمال شرقی سوریه وجود دارند. تعدادی از بازداشت شدگان داعش جنگجویان خارجی هستند، اما وضعیت آنها به دلیل حمله ترکیه به طور فزاینده ای نامشخص است زیرا کشورهای خودشان از پذیرش آنها خودداری می‌کنند. در نتیجه تهدید ظهور مجدد داعش، کشورهای اروپایی به دلیل قصور در بازگرداندن اتباع خود مورد انتقاد قرار گرفتند، در حالی که اوضاع بدتر می‌شود. وقتی از وضعیت پس از خروج آمریکا از سوریه سؤال شد، دونالد ترامپ، رئیس‌جمهور آمریکا، تهدید داعش را رد کرد و اظهار داشت: «آنها به اروپا می‌گریزند، نه به ایالات متحده».
الهام احمد یک مقام کرد سوری اظهار داشت که نیروهای دموکراتیک سوریه احساس می‌کنند که از طرف متحدان آمریکایشان به آنها خیانت شده‌است زیرا ما را در معرض تهاجم نیروهای ترکیه قرار دادند که هدف آنها [ترکیه] نابودی ما است وی اظهار داشت: آنها منابع لازم برای دفاع در برابر حملات ترکیه و حفظ امنیت اسیران داعش را ندارند. با این وجود، همان‌طور که جیمز جفری، نماینده ویژه ایالات متحده برای سوریه و ائتلاف جهانی علیه داعش در ۲۳ اکتبر اظهار داشت، تقریباً تمام زندانهایی که نیروهای دموکراتیک سوریه از آن محافظت می‌کردند هنوز برقرار هستند و نیروهای دموکراتیک سوریه هنوز هم در آنجا افرادی را دارند. فرمانده نیروهای دموکراتیک سوریه، مظلوم عبدی، در تاریخ ۲۱ اکتبر گفت در مناطق تحت اشغال ترکیه هیچ زندانی وجود ندارد و همه زندانیان آن مناطق به زندان‌های تحت کنترل ما منتقل شده‌اند.
در نتیجه خروج آمریکا و حمله ترکیه، نیروهای دموکراتیک سوریه زمان و منابع کمتری برای کمک به ایالات متحده در مبارزه با دولت اسلامی خواهد داشت، زیرا این منطقه خودمختار بر مقابله با تهدید نیروهای ترکیه و حفظ استقلال آن منطقه در برابر سوریه و روسیه متمرکز شده‌است.
ترکیه اظهار داشت که نیروهای دمکراتیک سوریه قبل از ورود نیروهای ترکیه به تل ابیض زندانیان داعش را از زندان این شهر فراری داده‌اند. این اظهارات توسط دونالد ترامپ رئیس‌جمهور آمریکا مورد حمایت قرار گرفت، وی در توئیتی اظهار داشت که «کردها ممکن است برخی از جنگجویان داعش را آزاد کنند تا ایالات متحده را درگیر کنند.» اما دیگر مقامات آمریکایی این اتهامات را رد کردند و آن را بی اساس و کذب خواندند. آنان اظهار داشتند که نیروهای دموکراتیک سوریه هنوز از پایگاه‌های خود دفاع می‌کند و اسرای داعش را به مراکز دیگری در جنوب مناطق تحت کنترل خود منتقل می‌کند. آنها همچنین گزارش دادند که ارتش آزاد سوریه تحت حمایت ترکیه به‌طور هدفمند زندانیان داعش را از زندان آزاد می‌کند، که پیش از این، این زندان‌ها توسط نیروهای دموکراتیک سوریه اداره می‌شد قبل از اینکه سرزمین آنها توسط این گروه اشغال شود.
نیروهای دموکراتیک سوریه گزارش داد که دست کم ۷۵۰ تن از اعضای وابسته به داعش پس از بمباران ترکیه در ۱۳ اکتبر ۲۰۱۹ از اردوگاه آوارگان در عین عیسی فرار کرده‌اند. در ۲۳ اکتبر، جیمز جفری اظهار داشت که بیش از ۱۰۰ زندانی داعش فرار کرده‌اند و نمی‌دانند که آنها کجا رفته‌اند.
در ۱۸ اکتبر، وزارت دفاع ملی ترکیه گزارش داد که یگان‌های مدافع خلق بیش از ۸۰۰ زندانی داعش را از زندان تل ابیض فراری داده‌اند.
در ۱۹ نوامبر، بازرس کل وزارت دفاع گزارشی را منتشر کرد که نشان می‌دهد خروج آمریکا و متعاقب آن حمله ترکیه به شمال سوریه، به داعش اجازه داده‌است که قابلیت‌ها و منابع موجود در سوریه را مجدداً به دست‌آورد و توانایی خود در برنامه‌ریزی برای انجام حملات به خارج از کشور [سوریه] را تقویت کند.
در ۲۰ نوامبر، ابراهیم کالین، مشاور رئیس‌جمهور و سخنگوی ریاست جمهوری ترکیه گفت که یگان‌های مدافع خلق خواهان احیای داعش است و می‌خواهد از داعش به عنوان ابزاری برای مشروعیت خود استفاده کند.

## واکنش‌ها

واکنش‌های جهانی به حمله ترکیه به کردستان
محکوم کردن اقدام ترکیه
ابراز نگرانی
پشتیبانی
ترکیه
ضمن محکوم کردن اقدام ترکیه، تحریم‌هایی علیه این کشور اعمال کردند
بی‌طرف

### واکنش‌های داخلی
حمله ترکیه در ابتدا مورد حمایت طیف وسیعی از رهبران احزاب سیاسی از جمله سه حزب مخالف بزرگ دولت قرار گرفت، اما حزب دموکراتیک خلق‌ها (HDP) از پشتیبانی از این حمله خودداری کرد. اتاق‌های خبری مخالف و احزاب مخالف تا حد زیادی از این عملیات پشتیبانی کردند. با این حال با گذشت زمان، احزاب مخالف دولت ترکیه شروع به انتقاد از استراتژی دولت کردند. رهبر حزب جمهوری‌خواه خلق، کمال قلیچ‌داراوغلو، از سیاست خارجی ماجراجویانه دولت انتقاد کرد و اظهار داشت: «اگر من به تمامیت ارضی دولت دیگر احترام نگذارم، من دشمن خواهم ساخت. امروز ما همه دنیا را دشمن خود ساخته‌ایم.» در همین حال، مرال آکشنر رهبر حزب خوب، ضمن انتقاد از اردوغان به دلیل سکوت در مورد تحریم‌های ایالات متحده، از دولت خواست تا با اسد گفتگو کند تا بتواند را صلح برقرار کند.
طبق تحقیقات انجام شده توسط متروپل، میزان حمایت عمومی از این عملیات ۷۹ درصد بوده‌است، در حالی که طبق نظر سنجی‌ها میزان حمایت از عملیات قبلی ترکیه یعنی عملیات شاخه زیتون ۷۱ درصد بوده‌است.

#### بازداشت‌ها در ترکیه
پلیس ترکیه بیش از ۱۲۰ منتقد آنلاین عملیات چشمه صلح را به دلیل پخش «تبلیغات تروریستی» بازداشت کرد. دادستان‌های ترکیه تحقیقاتی را علیه نمایندگان پارلمان، سزایی تملی و پروین بولدان، رهبران حزب جمهوری‌خواه خلق طرفدار کردها آغاز کردند. ترکیه حداقل ۱۵۱ عضو حزب جمهوری‌خواه خلق از جمله مقامات چند منطقه و حداقل ۴ شهردار عضو حزب جمهوری‌خواه خلق را به دلیل گزارش‌هایی مبنی بر ارتباط با پ.ک. ک، که ترکیه آن را یک گروه تروریستی می‌داند، دستگیر کرد. مقامات ترکیه همچنین هاکان دمیر از روزنامه بیرگون (که بعداً آزاد شد) و فاتح گوهان دیلر، مدیر سایت خبری دیکن را بازداشت کردند.
ماری استروترز، مدیر بخش اروپایی عفو بین‌الملل گفت: دولت ترکیه همزمان با ورود تانک‌های خود به داخل مرزهای سوریه، اقدام به راه‌اندازی یک کارزار تازه سرکوب کرده تا عقاید مخالف را در رسانه‌ها، شبکه‌های اجتماعی و خیابان حذف کند. امروز بحث‌های انتقادی در خصوص حقوق و مسائل سیاسی کردها بیش از پیش سخت و محدود شده‌است.
در روز ۱۰ اکتبر، یک روز پس از شروع تهاجم، مقامات ترکیه به رسانه‌ها هشدار رسمی دادند که «انتشار هرگونه اخباری که بر روحیه و انگیزه سربازان تأثیر منفی بگذارد یا شهروندان را از طریق اطلاعات ناکامل، جعلی، جانبدارانه و به نفع اهداف تروریسم گمراه کند» به هیچ عنوان تحمل نخواهد شد.
به گزارش عفو بین‌الملل، همزمان با عملیات نظامی «چشمه صلح» ترکیه علیه کردهای سوریه، موجی از سرکوب علیه روزنامه‌نگاران، کاربران شبکه‌های اجتماعی و منتقدان سیاسی در ترکیه به راه افتاده‌است. کسانی که سیاست‌های دولت ترکیه را به نقد کشیده‌اند متهم به حمایت از «تروریسم» شده و تحت تحقیقات کیفری، بازداشت‌های خودسرانه و ممنوعیت خروج از کشور قرار گرفته‌اند و ممکن است به مجازات‌های طولانی زندان محکوم شوند.

#### جنجال در قبرس شمالی
در ۱۲ اکتبر، رئیس‌جمهور قبرس شمالی، مصطفی اکینجی در واکنش به این عملیات اظهاراتی «ضد جنگ» بیان کرد، که در آن بر حق ترکیه برای دفاع از خود تأکید می‌کند وی همچنین اظهار داشت که در همه جنگ‌ها خونریزی‌های زیادی صورت خواهد گرفت. اردوغان و معاون وی فؤاد اوکتای اظهارات اکینجی را محکوم کردند. در همین حال نخست‌وزیر قبرس شمالی ارسین تاتار از حزب وحدت ملی تلاش کرد از طریق صدور بیانیه مشترک در پارلمان اکینجی را محکوم کند، همچنین وی خواستار استعفای اکینجی به‌خاطر اظهاراتش شد. اکینجی از طریق رسانه‌های اجتماعی تهدید به مرگ شد و شکایتی را در ۱۷ اکتبر به پلیس ارائه داد. اردوغان گفت که مشروعیت اکینجی به لطف ترکیه است و به همین دلیل باید از ترکیه حمایت کند. اکینجی اردوغان را سرزنش کرد و اظهار داشت «تنها یک مرجع تصمیم می‌گیرد که چگونه به این مقام برسید و آن قوم ترک قبرس است».

### تحریم‌ها و تعلیق فروش اسلحه

#### اتحادیه اروپا

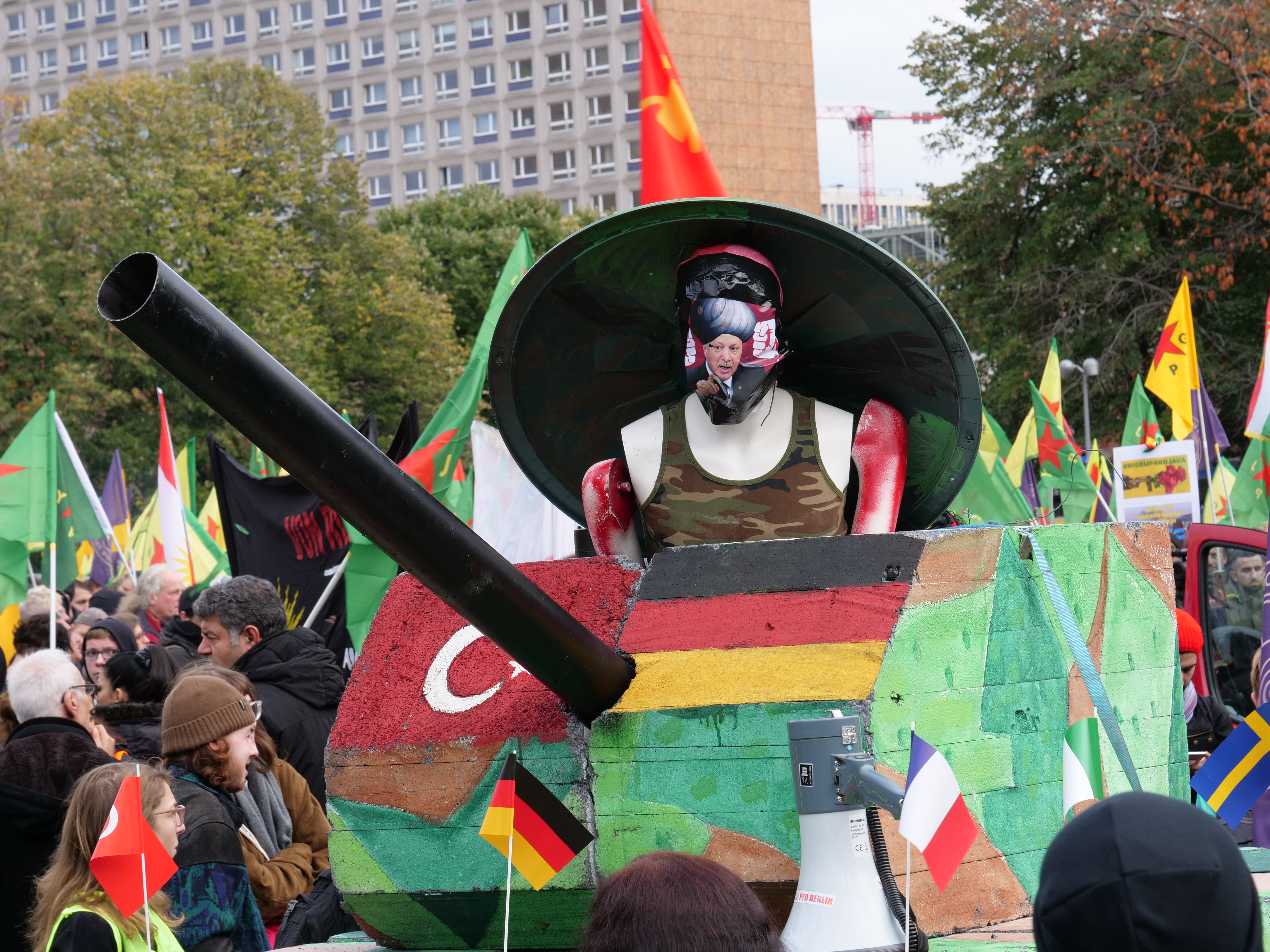
اعتراضات در برلین ضد عملیات نظامی ترکیه و صادرات اسلحه به ترکیه

در ۱۰ اکتبر، اکثریت بزرگی از نمایندگان مجلس هلند از اعمال تحریم‌ها علیه ترکیه حمایت کردند. فرانسه، آلمان، سوئد، فنلاند و نروژ محدودیت‌های صادراتی در زمینه صادرات اسلحه به ترکیه اعمال کردند همچنین فرانسه خواستار تحریم اقتصادی ترکیهو سوئد نیز خواستار تحریم تسلیحاتی از سوی اتحادیه اروپا شد، اتحادیه اروپا در ۱۴ اکتبر به بررسی تحریم‌های احتمالی این اتحادیه علیه ترکیه پرداخت. ایتالیا، که سابقاً بزرگترین تأمین کننده تسلیحات ترکیه بود، بعداً به تحریم تسلیحاتی علیه ترکیه پیوست.
در ۱۴ اکتبر، تمام کشورهای اتحادیه اروپا موافقت کردند که فروش اسلحه به ترکیه را متوقف کنند، اتخاذ تحریم تسلیحاتی رسمی علیه ترکیه در سطح اتحادیه اروپا متوقف ماند. اتحادیه اروپا نیز با انتشار بیانیه مطبوعاتی با محکوم کردن حمله ترکیه به شمال سوریه اظهار داشت که "... اقدام نظامی یک‌جانبه ترکیه در شمال شرقی سوریه باعث رنج غیرقابل قبول انسان‌ها می‌شود، جنگ علیه داعش را تضعیف می‌کند و شدیداً امنیت اروپا را تهدید می‌کند.

#### ایالات متحده آمریکا

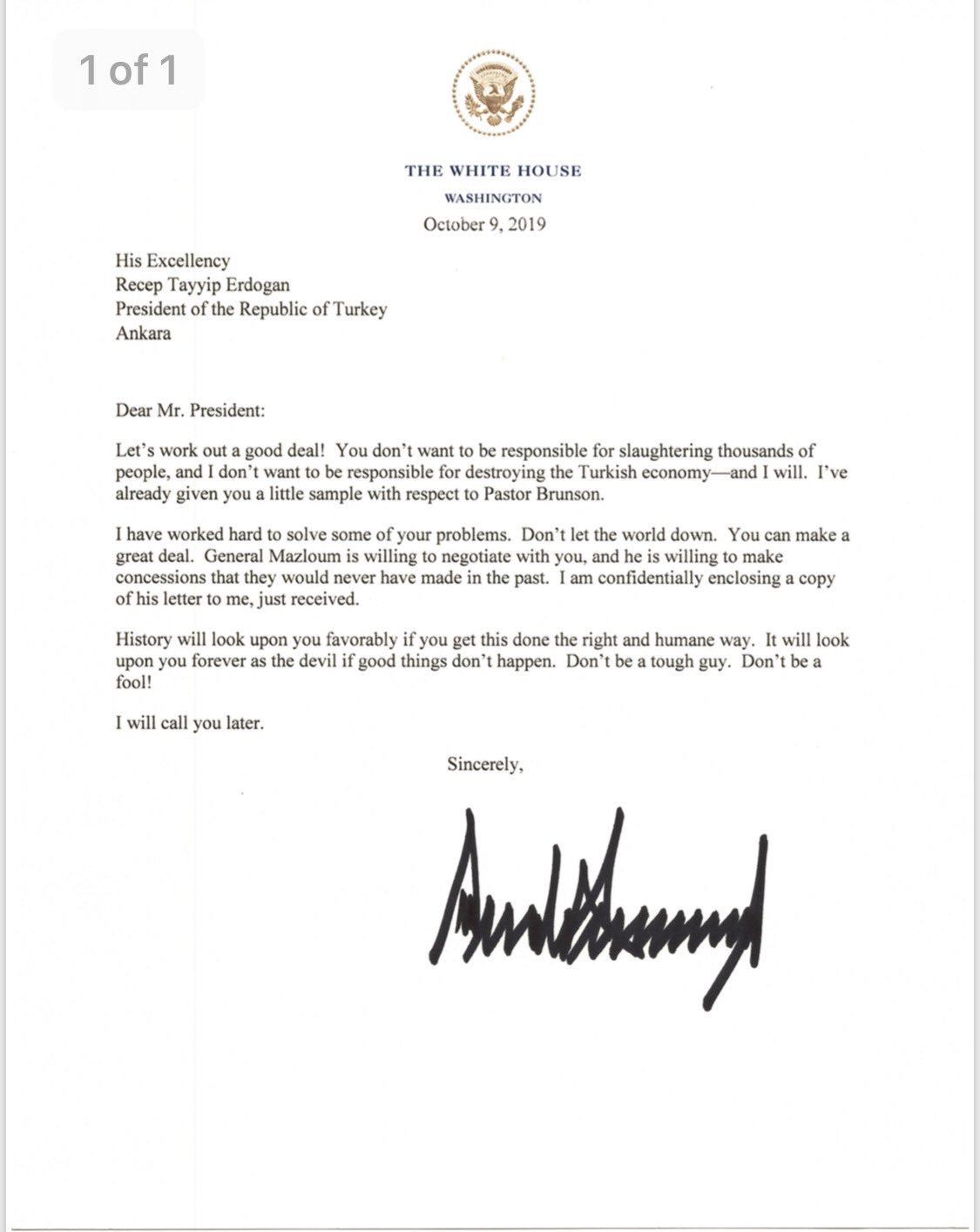
نامه مورخ ۹ اکتبر از دونالد ترامپ به رجب طیب اردوغان، که در ۱۶ اکتبر در رسانه‌ها منتشر شد. در ۱۸ اکتبر اردوغان، به خبرنگاران گفت زبان این نامه توهین بزرگی بوده و هرگز آن را فراموش نخواهد کرد وی افزود که پیگیری این موضوع در حال حاضر اولویت دولتش نیست، اما در زمان خود اقدام‌های لازم را در ارتباط با این نامه انجام خواهد داد.

ترامپ گفت که با رهبران کنگره از جمله دموکرات‌ها همکاری می‌کند تا تحریم‌های اقتصادی «قدرتمندی» علیه ترکیه بخاطر حمله به شمال شرقی سوریه اعمال کند. سناتور لیندسی گراهام ضمن هشدار به ترکیه گفت: اگر ترکیه به سوریه حمله کند، ما قطعنامه دو حزبی علیه ترکیه ارائه خواهیم داد و اگر ترکیه به نیروهای کرد که به آمریکا در نابودی داعش کمک کردند، حمله کند تعلیق عضویت ترکیه در ناتو را خواستار خواهیم شد. قوانین دو حزبی مربوط به تحریم ترکیه در مجلس نمایندگان و همچنین مجلس سنا ارائه شد.

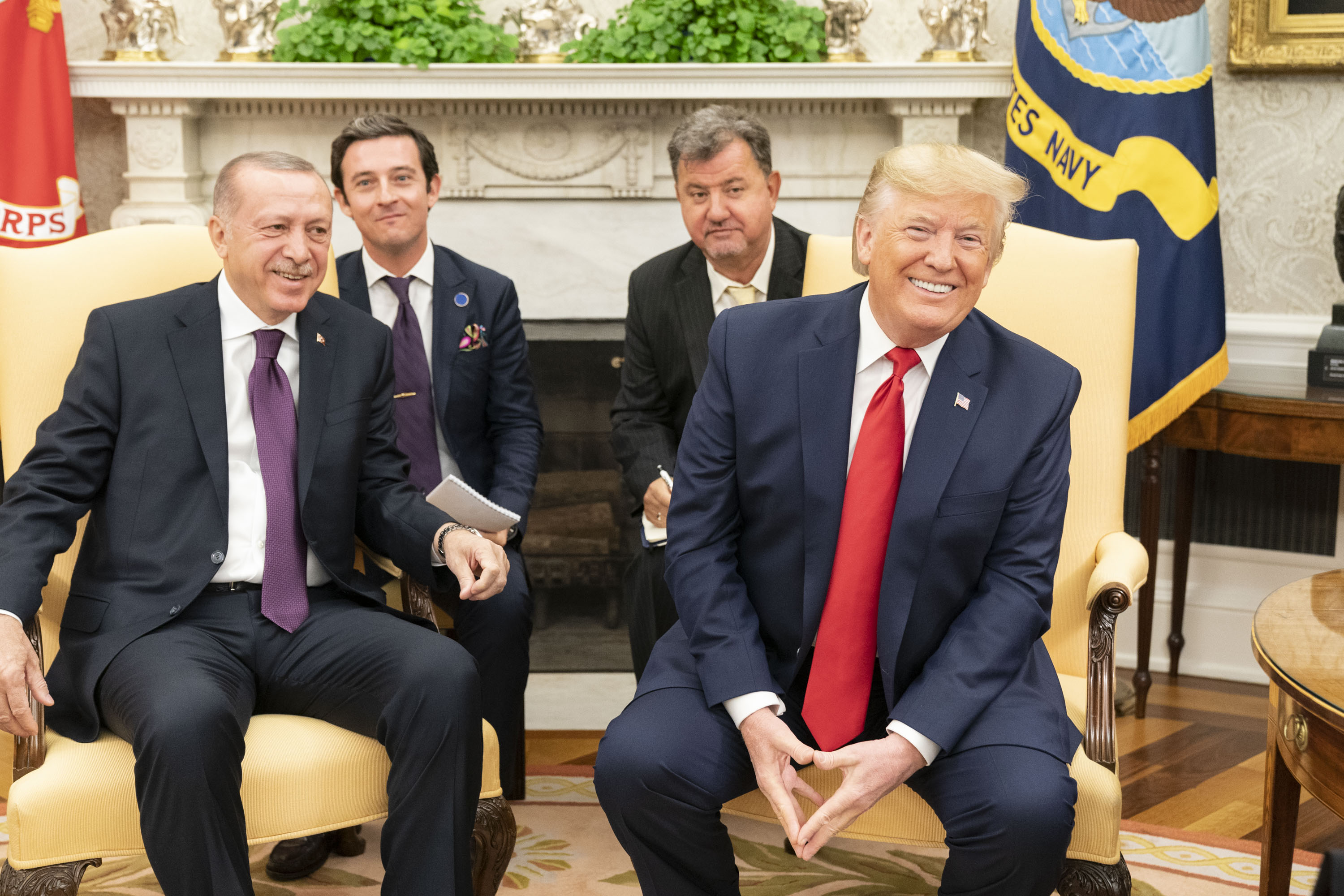
دیدار دونالد ترامپ با رجب طیب اردوغان رئیس‌جمهور ترکیه در دفتر بیضی کاخ سفید، ۱۳ نوامبر ۲۰۱۹

در ۱۴ اکتبر، دولت ایالات متحده تحریم‌هایی را علیه وزارت دفاع، کشور و انرژی ترکیه وضع کرد. در بیانیه انتشار یافته توسط وزیر خزانه داری ایالات متحده استیون منوچین و معاون رئیس‌جمهور مایک پنس اقدامات دولت ترکیه به دلیل به خطر انداختن جان غیرنظامیان و بی‌ثبات کردن منطقه و همچنین تضعیف کارزار ضد داعش (گروه دولت اسلامی) محکوم شده‌است. پنس بار دیگر تأکید کرد که آمریکا «چراغ سبزی برای حمله ترکیه به سوریه نشان نداده‌است» مایک پنس هشدار داد که تحریم‌ها ادامه خواهد یافت و شدیدتر خواهد شد مگر آنکه ترکیه آتش‌بسی فوری را اجرا کند. در همان روز، دونالد ترامپ رئیس‌جمهور آمریکا در گفتگو با رئیس‌جمهور ترکیه اردوغان خواستار اعمال آتش‌بس شد. دونالد ترامپ در توئیتی اعلام کرد توافقنامه ۱۰۰ میلیارد دلاری تجاری با ترکیه را متوقف خواهد کرد، همچنین وی تحریم‌هایی را علیه مقامات دولت ترکیه اعمال کرد.

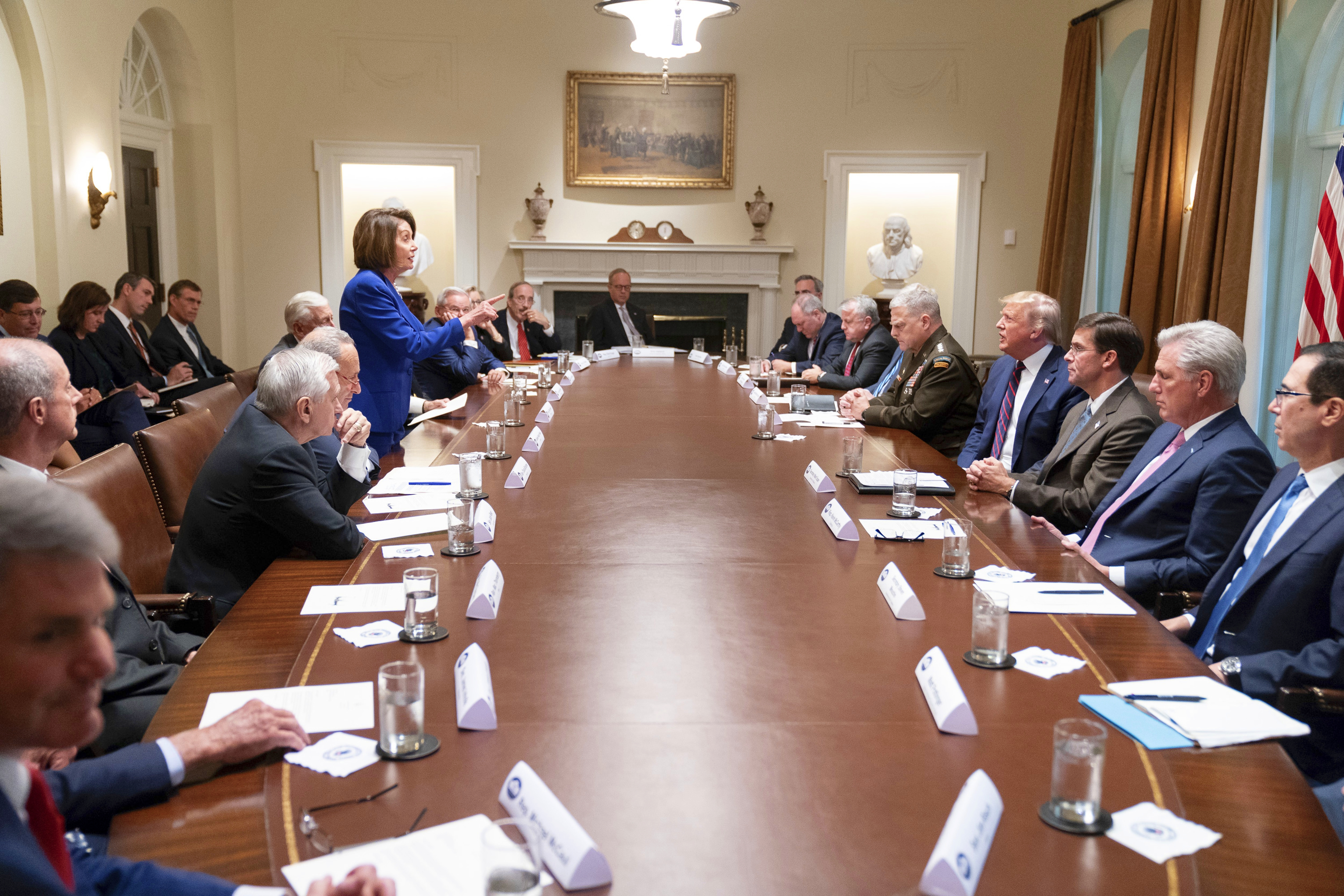
اعتراض نانسی پلوسی رئیس مجلس نمایندگان ایالات متحده نسبت به تصمیم دونالد ترامپ مبنی بر خروج نیروهای آمریکایی از شمال سوریه در جلسه‌ای که در ۱۶ اکتبر ۲۰۱۹ در کاخ سفید برگزار شد.

در ۱۶ اکتبر، در مجلس نمایندگان ایالات متحده، هر دو حزب با رای بی‌سابقه ۳۵۴ در برابر۶۰، خروج سربازان آمریکایی از سوریه را به دستور ترامپ محکوم کردند، زیرا از نظر هر دو حزب «رها کردن متحدان ایالات متحده باعث تضعیف مبارزه علیه داعش و دامن زدن به فاجعه بشردوستانه خواهد شد».
در ۱۷ اکتبر، پس از دستیابی به توافق آتش‌بس با رجب طیب اردوغان، مایک پنس، معاون رئیس‌جمهور ایالات متحده اعلام کرد که کلیه تحریم‌های اعمال شده علیه ترکیه برداشته می‌شود و به محض دستیابی به آتش‌بس دائمی، دیگر عملاً تحریمی وجود نخواهد داشت.
در تاریخ ۲۹ اکتبر سال ۲۰۱۹، نمایندگان مجلس نمایندگان ایالات متحده با رای ۴۰۵–۱۱ خواستار به رسمیت شناخته شدن نسل‌کشی ارامنه، به دلیل حمله ترکیه به سوریه شدند. با این حال، این درخواست توسط سناتور جمهوری‌خواه کارولینای جنوبی، لیندسی گراهام، به دنبال درخواست کاخ سفید وتو شد.

### پوشش رسانه‌ای
در ترکیه، مقاماتی مانند دادستان مرکزی استانبول از سانسور گزارش‌های انتقادی دربارهٔ حمله ترکیه به سوریه از طریق بازداشت یا آزار و اذیت خبرنگاران در تلاش برای «ارعاب رسانه‌ها به سکوت» انتقاد کردند. افزون بر این، رئیس‌جمهور ترکیه اردوغان در مورد حمله ترکیه در قسمت سرمقاله‌های ویژه روزنامه‌ها درمورد تهاجم ترکیه مطالبی نوشت که به طور طبیعی به عنوان تبلیغ برای این عملیات شناخته شد.
بخش عمده ای از پوشش رسانه‌های غربی و تفسیرها دربارهٔ نقش آمریکا در این درگیری بر «اشتباهات استراتژیک» دونالد ترامپ که منجر به حمله ترکیه به سوریه شد، تأکید کردند.
ای‌بی‌سی نیوز به دلیل پخش فیلم تقطیع شده از میدان تیراندازی کنتاکی که به عنوان فیلم حمله نیروهای ترکیه به خاک سوریه معرفی شده بود، مورد انتقاد قرار گرفت. فیلم این این حادثه به سرعت پاک شد. این شبکه خبری به دلیل این اشتباه مجبور به عذرخواهی شد.

## پیامدها
در اکتبر ۲۰۱۹، در پاسخ به حمله ترکیه، روسیه مذاکراتی بین دولت سوریه و نیروهای کرد در دمشق ترتیب داد.مظلوم عبدی، فرمانده نیروهای دموکراتیک سوریه، اعلام کرد که آنها آماده همکاری با ولادیمیر پوتین (روسیه) و بشار اسد (سوریه) هستند و همچنین اظهار داشت ما می‌دانیم باید سازش‌های دردناکی با مسکو و بشار اسد انجام دهیم چنانچه بخواهیم با آنان کارکرده و راه بیاییم اما اگر قرار باشد بین سازش و نسل‌کشی مردم مان یکی را انتخاب کنیم، ما مطمئناً زندگی برای را برای مردم مان انتخاب خواهیم کرد. جزئیات این توافق‌نامه نامعلوم است، اما گزارش‌هایی وجود دارد که نشان می‌دهد نیروهای دموکراتیک سوریه در نیروهای مسلح سوریه گنجانده خواهد شد و شمال شرقی سوریه تحت کنترل مستقیم دولت سوریه قرار می‌گیرد. به گفته مقامات کرد سوریه، این توافقنامه به نیروهای دولت سوریه اجازه می‌دهد امنیت برخی مناطق مرزی را به دست گیرند، و دولت آنها [روژاوا] همچنان کنترل نهادهای محلی را حفظ می‌کند.
چشم‌انداز استقلال کردها در منطقه به شدت کاهش می‌یابد، زیرا کردها با عقب‌نشینی ایالات متحده در معرض حمله ترکیه قرار گرفتند و پس از آنکه کردها مجبور شدند از نیروهای دولتی سوریه تحت حمایت روسیه - که اشتراک آنها با کردها دشمنی با ترکیه و شبه نظامیان شورشی سنی است - درخواست کمک کنند، دولت سوریه توانست دوباره برای خود در شمال شرقی سوریه جای پایی به دست آوردند. در رابطه با ایالات متحده و اوضاع، مظلوم عبدی اظهار داشت: "ما از بحران فعلی مایوس و ناامید شده‌ایم. مردم ما مورد حمله قرار گرفته‌اند و امنیت آنها مهمترین نگرانی ما است. دو سؤال باقی می‌ماند: چگونه می‌توانیم به بهترین وجه از مردم خود محافظت کنیم؟ و آیا ایالات متحده هنوز متحد ما است؟ ".احساس عمیق خیانت نسبت به متحد سابق کردها یعنی آمریکا در بین کردهای سوریه وجود دارد.
در تاریخ ۱۵ اکتبر وزارت دفاع روسیه اعلام کرد که نیروهای روسی شروع به گشت زنی در امتداد جبهه‌های نیروهای ترکیه و سوریه کرده‌اند و این نشان می‌دهد که روسیه در حال پر کردن خلاء امنیتی ناشی از خروج ناگهانی آمریکا است. فیلم‌های ضبط شده نشان می‌دهد که سربازان و روزنامه نگاران روسی در پایگاهی که ایالات متحده آمریکا آن را رها کرده‌است در حال گشت و گذار هستند. الکساندر لاورنتیف، فرستاده ویژه روسیه در امور سوریه، هشدار داد که حمله ترکیه به سوریه غیرقابل قبول است و اظهار داشت که روسیه به دنبال جلوگیری از درگیری بین نیروهای ترکیه و سوریه است.
شماری از قانونگذاران آمریکایی با انتقاد از رها کردن متحدان کرد خود، اظهار داشتند که این امر اعتبار ایالات متحده را به عنوان یک متحد تضعیف می‌کند در حالی که روسیه، ایران و رژیم اسد سوریه از این امر سود می‌بردند. با این حال برخی مفسران در مسکو اظهار داشتند که مداخله ترکیه در سوریه و پشتیبانی روسیه از دولت سوریه فایده ای [به نفع روسیه نیست] برای روسیه ندارد اما با خروج ایالات متحده از سوریه، ممکن است فرصتی برای روسیه به عنوان واسطه فراهم کند. مفسران اظهار داشتند که از زمان خروج آمریکا، روسیه موقعیت خود را به عنوان کارگزار اصلی قدرت در خاورمیانه تثبیت کرده‌است.
با توجه به اوضاع در سوریه، علائمی از اختلاف و شکاف بین ترکیه و سایر اعضای ناتو دیده می‌شود، که در آن ناتو فاقد قدرت لازم برای مدیریت اوضاع دیده می‌شود و دولت ترکیه نیز به این امر واقف است. علاوه بر این، رئیس‌جمهور آمریکا ترامپ، و همچنین مقامات نظامی و دیپلماتیک ایالات متحده، عضویت ترکیه در ناتو را مهمترین دلیلی دانستند که ایالات متحده آمریکا نمی‌تواند در درگیری بین نیروهای ترکیه و کردهای سوریه مداخله کند. در همین حال، به دلیل موقعیت استراتژیک ترکیه بین اروپا و خاورمیانه، اعضای اتحاد ناتو در شرایطی قرار گرفتند که به طور نسبی مجبور شدند سطح انتقادات از عملیات نظامی ترکیه را کاهش و آن را محدود کنند.
به گفته نیویورک تایمز ایالات متحده در حال بررسی خروج احتمالی تسلیحات هسته‌ای این کشور از پایگاه هوایی اینجرلیک در نتیجه حمله ترکیه است این تسلیحات در قالب طرح اشتراک گذاری هسته ای ناتو در ترکیه مستقرند. سناتور جمهوریخواه لیندسی گراهام و نماینده دموکرات‌ها اریک سوآلول خواستار تعلیق عضویت ترکیه در ناتو شدند.

### تحولات عملیاتی جدید، دسامبر ۲۰۱۹ تا کنون
در ۹ دسامبر، نیروهای روسی وارد رقه شدند و توزیع کمک‌های بشردوستانه را آغاز کردند.
در یک میزگرد در مورد مناقشه در دسامبر سال ۲۰۱۹، بسیاری از کارشناسان اظهار داشتند که این درگیری به آرامی به سمت حل و فصل پیش می‌رود. یکی از کارشناسان گفت: روند دیپلماتیک «آستانه» که شامل ترکیه، روسیه و ایران می‌شود، نتایج مثبتی داشته‌است. کارشناسان همچنین گفتند که بشار اسد در زمینه احیای حکومت توسط شوراهای محلی در مناطقی که تحت تأثیر این درگیری هستند، پیشرفت کرده‌است.

#### اقدامات ترکیه
اردوغان اظهار داشت که ترکیه برای اسکان پناهندگان سوری در منطقه شمالی که مورد حمله ترکیه قرار گرفته آماده است و ترکیه در صورت لزوم هزینه آن را پرداخت می‌کند. در ۹ دسامبر ۲۰۱۹، گزارش منابع مختلف محلی حاکی از آن است که ترکیه برای اولین بار پناهجویان سوری را به منطقه عملیاتی خود در شمال سوریه منتقل می‌کند. اردوغان گفت که ترکیه در تلاش است تا یک میلیون نفر را در شهرهای تل ابیض و راس العین اسکان دهد. این امر باعث ترس از تغییر بافت جمعیتی شده‌است.
روسیه گفت که متعهد خواهد شد نیروهای ترکیه را از یک بزرگراه کلیدی در شمال سوریه خارج کند و برای حفظ ثبات نیروهای روسی را جایگزین آنها کند. در همین حال، ترکیه شروع به انتصاب شهردار در چند شهر شمالی سوریه کرد.
گزارش شده‌است که ارتش روسیه و ترکیه توافق‌نامه ای را امضا کرده‌اند که به موجب آن برق تل ابیض توسط متحدین روسیه، نیروهای دموکراتیک سوریه (SDF) که از اسد پشتیبانی می‌کنند؛ تأمین می‌شود. در حالی که آب توسط ایستگاه آب علوک که توسط نیروهای ترکیه کنترل می‌شود تأمین می‌شود. این توافق عمدتاً توسط مقامات نظامی روسیه تسهیل شد.
به نظر می‌رسد که ترکیه در حال خارج کردن تمام نیروهای خود از سیلوهای الشرکرک است این سیلوها حاوی منابع مهمی از گندم است، به نظر می‌رسد که خروج این نیروها نتیجه میانجیگری روسیه باشد.
نیروهای روسیه و ترکیه در حال ادامه دادن به گشت‌های مشترک خود هستند. سؤالاتی در مورد میزان کنترل ترکیه بر نیروهای تحت حمایت خود، مانند ارتش آزاد سوریه، وجود دارد.

#### اقدامات سوریه و نیروهای دموکراتیک سوریه
برخی گزارش‌ها بیان داشتند که بشار اسد نسبت به تلاش‌های روسیه برای برقراری آرامش و تثبیت اوضاع در سوریه خشنود است.
در همین حال، احزاب مختلف کرد که رقیب تاریخی بودند، برای همکاری بیشتر با یکدیگر شروع به دیدار کردند. دلیل اعلام شده برای این دیدارها این بود که آنها در صورت لزوم با قدرت بیشتری در مقابل روسیه و ترکیه بایستند. دولت روسیه به احزاب کرد اطلاع داد که باید آشتی کنند و با ارائه خواسته‌هایی یکپارچه، خواسته‌های خود را از روسیه روشن کنند. احزاب مختلف کرد یکدیگر و شورایشان را به دلیل عدم پیشرفت مقصر دانستند.
مصطفی بالی، رئیس نیروهای دموکراتیک سوریه (SDF) گفت که توافق‌نامه‌ای با دولت سوریه امضا شده‌است تا نیروهای سوری در طول مرز مستقر شوند. مقامات نظامی روسیه توافقنامه‌هایی را بین سوریه، ترکیه و کردها ترتیب دادند تا مناطقی که باید توسط هر طرف گشت زنی مشخص شود.
دولت سوریه نمایندگانی را به شمال شرقی سوریه فرستاد تا با گروه‌های محلی آنجا با هدف رفع نگرانی‌های آنها و تأکید بر اتحاد و تلاش مشترک برای رفع مشکلات دیدار کنند.جلسه ای در شهر قامشلی، در شمال شرقی سوریه برگزار شد که شامل مقامات ملی سوریه، شخصیت‌ها و نیروهای سوری، نمایندگان کردها و عرب‌ها بود. اعضای حاضر در جلسه به طور کلی بر تمایل خود برای محافظت از سوریه تأکید کردند.

#### دیپلماسی با کشورهای عضو ناتو
در دسامبر سال ۲۰۱۹ و در اجلاس ناتو که در لندن برگزار شد، رئیس‌جمهور فرانسه امانوئل مکرون، اختلافات عمده با ترکیه در مورد تعریف تروریسم را برجسته کرد و گفت احتمال کمی وجود دارد که این جنبه از درگیری بتواند مثبت حل شود. مکرون از ترکیه به دلیل نبرد با گروه‌هایی که با فرانسه و غرب برای نبرد با تروریسم متحد شده بودند، به شدت انتقاد کرد.
در اجلاس ناتو در لندن پیشنهادهای مختلفی برای حل مناقشه مطرح شد. ترکیه منطقه امن را پیشنهاد کرد که بتواند پناهندگان سوری را در آن اسکان دهد، اما همه طرف‌ها از این پیشنهاد پشتیبانی نکرد. یک گزارش مطبوعاتی ادعا کرد که قبل از نشست ناتو، جلسه ای در خیابان ۱۰ داونینگ با حضور رهبران فرانسه، انگلیس، آلمان و ترکیه برگزار شده‌است. نکته کلیدی این جلسه این بود که کشورهای غربی اصرار داشتند پناهندگان فقط به صورت داوطلبانه اسکان داده شوند. در همین حال، نگرانی‌هایی در ناتو در مورد نزدیکی ترکیه و روسیه وجود داشت.
اردوغان ادعا کرد که قرار است اجلاسی چهار جانبه دربارهٔ سوریه در فوریه سال ۲۰۲۰ در ترکیه برگزار شود که شامل ترکیه، آلمان، انگلستان و فرانسه است.

#### دیپلماسی با کشورهای که عضو ناتو نیستند
در جلسه‌ای در دمشق، مقامات روسیه و سوریه به وضوح حمایت خود را از این مسئله اعلام کردند که سوریه بتواند کنترل کل قلمرو خود را به دست‌آورد. همچنین امارات متحده عربی از اسد حمایت رسمی ابراز کرد.
دور جدیدی از نشست‌های آستانه در نورسلطان، پایتخت قزاقستان برگزار شد. این نشست شامل روسیه، سوریه، ترکیه و ایران می‌باشد